# Петросян, Тигран Вартанович
Тигра́н Варта́нович Петрося́н (арм. Տիգրան Վարդանի Պետրոսյան, 17 июня 1929, Тифлис — 13 августа 1984, Москва) — советский шахматист, 9-й чемпион мира в 1963—1969 годах, международный гроссмейстер (1952), заслуженный мастер спорта СССР (1960), кандидат философских наук, четырёхкратный чемпион СССР (1959, 1961, 1969, 1975), трёхкратный чемпион Москвы (1951, 1956 (с В. П. Симагиным), 1968 (с Д. И. Бронштейном)), шахматный теоретик и журналист, редактор ежемесячника «Шахматная Москва» (1963—1966), основатель и главный редактор еженедельника «64» (1968—1977). Девятикратный победитель шахматных олимпиад в составе команды СССР. За своё искусство защиты был прозван «Железным Тиграном». Десять раз подряд (с 1953 по 1980) играл в соревнованиях претендентов и в матчах на первенство мира, в том числе дважды (1966, 1969) как действующий чемпион мира. В поединке 1969 года в упорной борьбе Петросян уступил корону Борису Спасскому. 
Некоторые источники называют его самым труднопобедимым игроком в истории шахмат.

## Биография

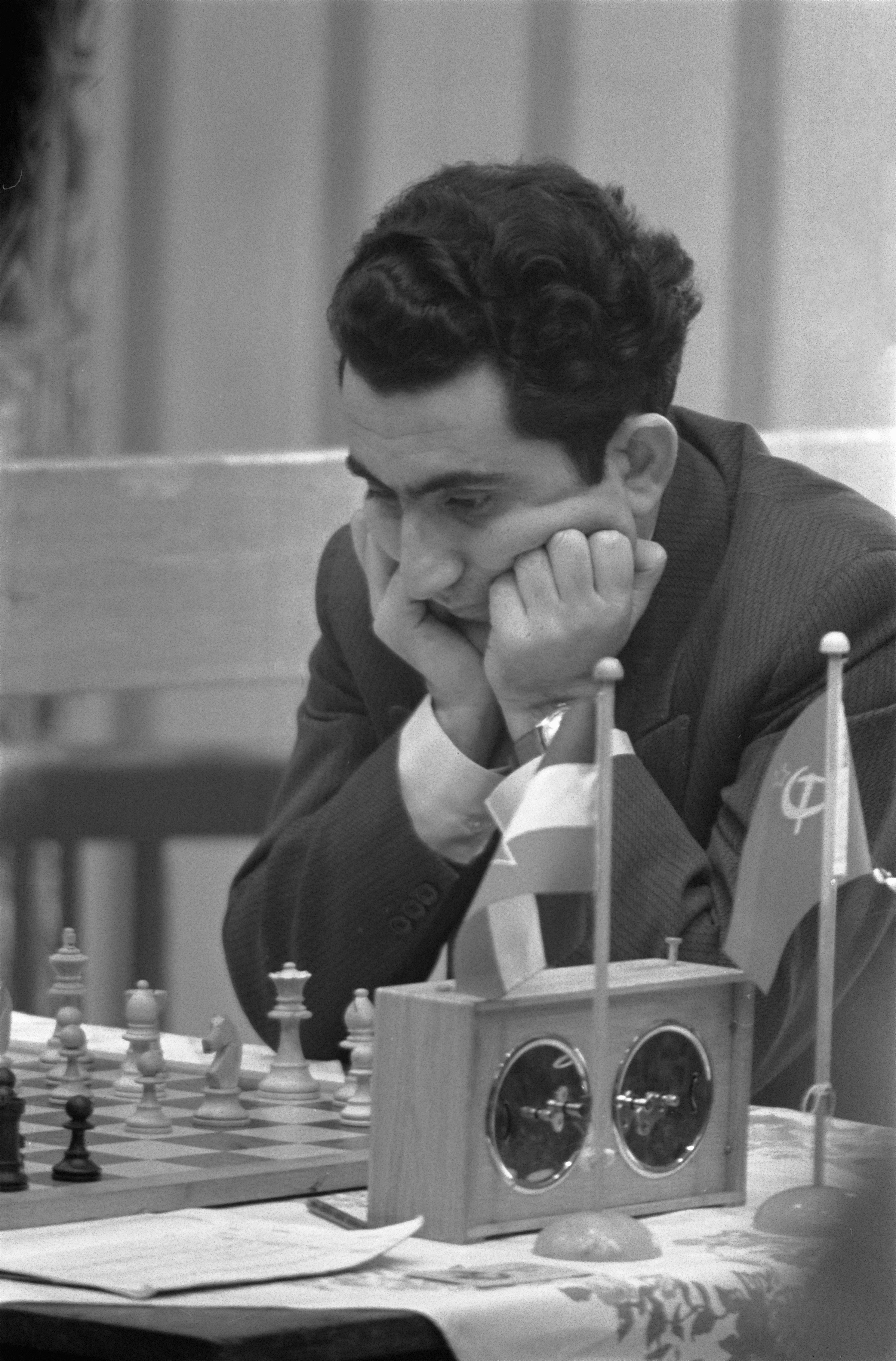
Тигран Петросян на турнире Вейк-ан-Зее в Бевервейке, 1960 год

Тигран Петросян родился 17 июня 1929 года в армянской семье в Тифлисе. Отец — Вартан Петросян, дворник Тбилисского дома офицеров. Рано, в 1943 г. потерял родителей, воспитывался старшей сестрой Вартуш. С 1944 года работал дворником. Познакомился с шахматами весной 1941 года в тбилисском Дворце пионеров, где полтора года совершенствовался под руководством А. Эбралидзе.
Большое влияние на формирование шахматных взглядов Петросяна оказала книга А. И. Нимцовича «Моя система на практике», а также игра Х. Р. Капабланки. Первых успехов добился во Всесоюзных юношеских первенствах: в 16 лет в 1945 году — 1—3-е место, в 1946 году — 1-е место; на чемпионатах Грузии (1945) и Армении (1946; 1947/1948, вместе с Г. М. Каспаряном) также занял первые места. Норму мастера спорта выполнил в полуфинале чемпионата СССР (1947). В финале чемпионата страны (1949) занял 16-е место. После переезда в Москву в 1950 году добился отличных результатов в чемпионатах столицы: в 1950 году — 3-е место, в 1951 и 1956 годах — 1-е место. На чемпионате страны 1951 года показал гроссмейстерский класс игры (2—3-е место) и завоевал право участия в межзональном турнире 1952 года, где также разделил 2—3-е место. С 1952 года до кончины в 1984 г. носил титул международного гроссмейстера. С тех пор был неизменным участником соревнований на первенство мира. В турнире претендентов 1953 года — 5-е место. В межзональных турнирах 1955 года — 4-е место, 1958 года — 3—4-е, 1962 года — 2—3-е; в турнирах претендентов 1956 года — 3—7-е, 1959 года — 3-е место.

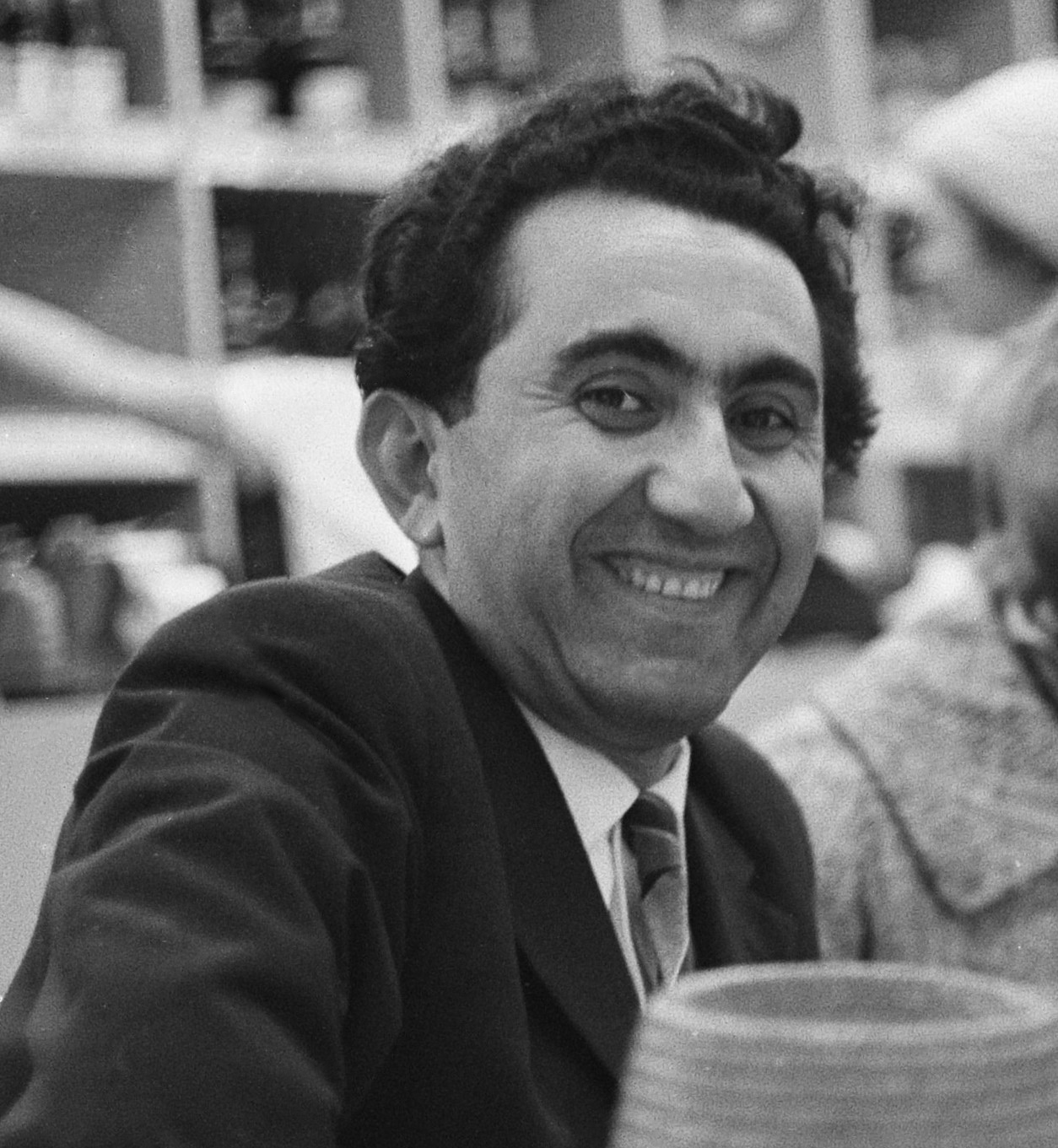
1962 год

Выиграв турнир претендентов 1962 года, добился права на матч на первенство мира с М. М. Ботвинником, победив которого, завоевал в 1963 году звание чемпиона мира. Матч продолжительностью почти два с половиной месяца прервал эпоху чемпионства М. Ботвинника, длившуюся 15 лет, с 1948 года: Ботвинник стал чемпионом мира, когда Петросяну было 19 лет. Победитель матча Петросян получил 2000 рублей, проигравший Ботвинник — 1200 рублей. После торжественного закрытия матча Союз композиторов Армянской ССР подарил Петросяну ключи от новой машины ГАЗ-21. Сам Петросян водил плохо и неохотно.
В 1966 году Петросян отстоял звание чемпиона, выиграв матч на первенство мира у Бориса Спасского. В 1969 году Петросян проиграл матч на первенство мира тому же Спасскому, Спасский стал следующим 10-м чемпионом мира. Борьбу за звание чемпиона мира Петросян продолжил в матчах претендентов (1971—1980). В 1971 году Петросяна со счётом 6,5:2,5 в финальном матче претендентов обыграл 28-летний Р. Фишер. В межзональных турнирах Петросян занимал: Биль (1976) — 2—4-е место, Рио-де-Жанейро (1979) — 1—3-е место. В составе сборной команды СССР девять раз выигрывал шахматные олимпиады (1958—1974), турнир "Матча века" в Белграде в 1970 году, восьмикратный победитель командного чемпионата Европы (1957—1983). Участник шестнадцати чемпионатов СССР, победитель командных чемпионатов страны, двукратный чемпион Москвы (1951 и 1956), участник многих крупных международных турниров, выступал за команду СССР в матчах против шахматистов Англии, Аргентины, Венгрии, США, ФРГ, Швеции, Югославии и других стран; участник «матча века» (1970).

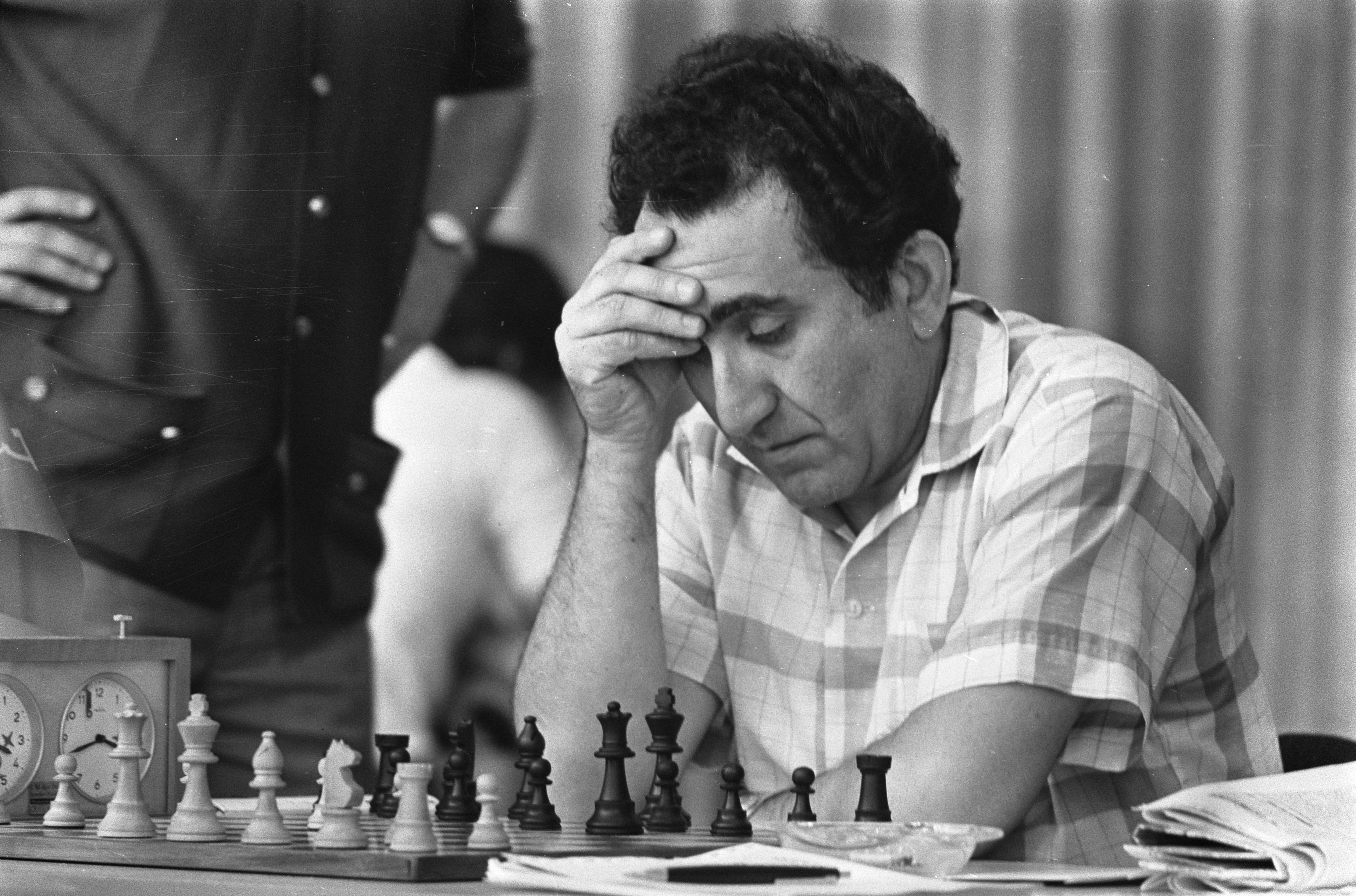
1973 год

Ему принадлежит множество рекордов. Шесть чемпионатов СССР Петросян провёл без единого поражения. На десяти Всемирных шахматных Олимпиадах (с 1958 по 1978) годы он добился впечатляющего результата — 79 побед, 50 ничьих и всего одно поражение. В возрасте пятидесяти лет он повторно стал (вместе с Портишем и Хюбнером) победителем межзонального шахматного турнира.
В 1964 году Арпад Эло выпустил первый неофициальный международный список по рейтингу Эло, который возглавили Петросян и Роберт Фишер с рейтингами 2690. Уступив шахматную корону, Петросян ещё многие годы входил в число сильнейших шахматистов планеты. Начиная с введения рейтинга Эло, в 1970—1972, 1974—1977 и 1980 годах он был в шестёрке лучших шахматистов мира (в 1977 году делил с В. Л. Корчным 2—3 места). Петросян входит в первую десятку списка лучших шахматистов мира новых времён по версии Кина — Дивинского (период с XVII века по 1987 год), И. Чернева и компьютерного метода «наименьших ошибок» Гуида-Братко, который сравнивал ходы шахматистов и лучшие ходы, определяемые компьютерной программой Crafty.
Защитил кандидатскую диссертацию по философии на тему «Некоторые проблемы логики шахматного мышления» (1968).
Став известным шахматистом и обосновавшись с начала 1950-х годов в Москве, Тигран Петросян жил в доме на Пятницкой улице и на даче известного кооператива научной и творческой интеллигенции «Новь» на Рублёвке, в деревне Жуковка Одинцовского района Подмосковья.

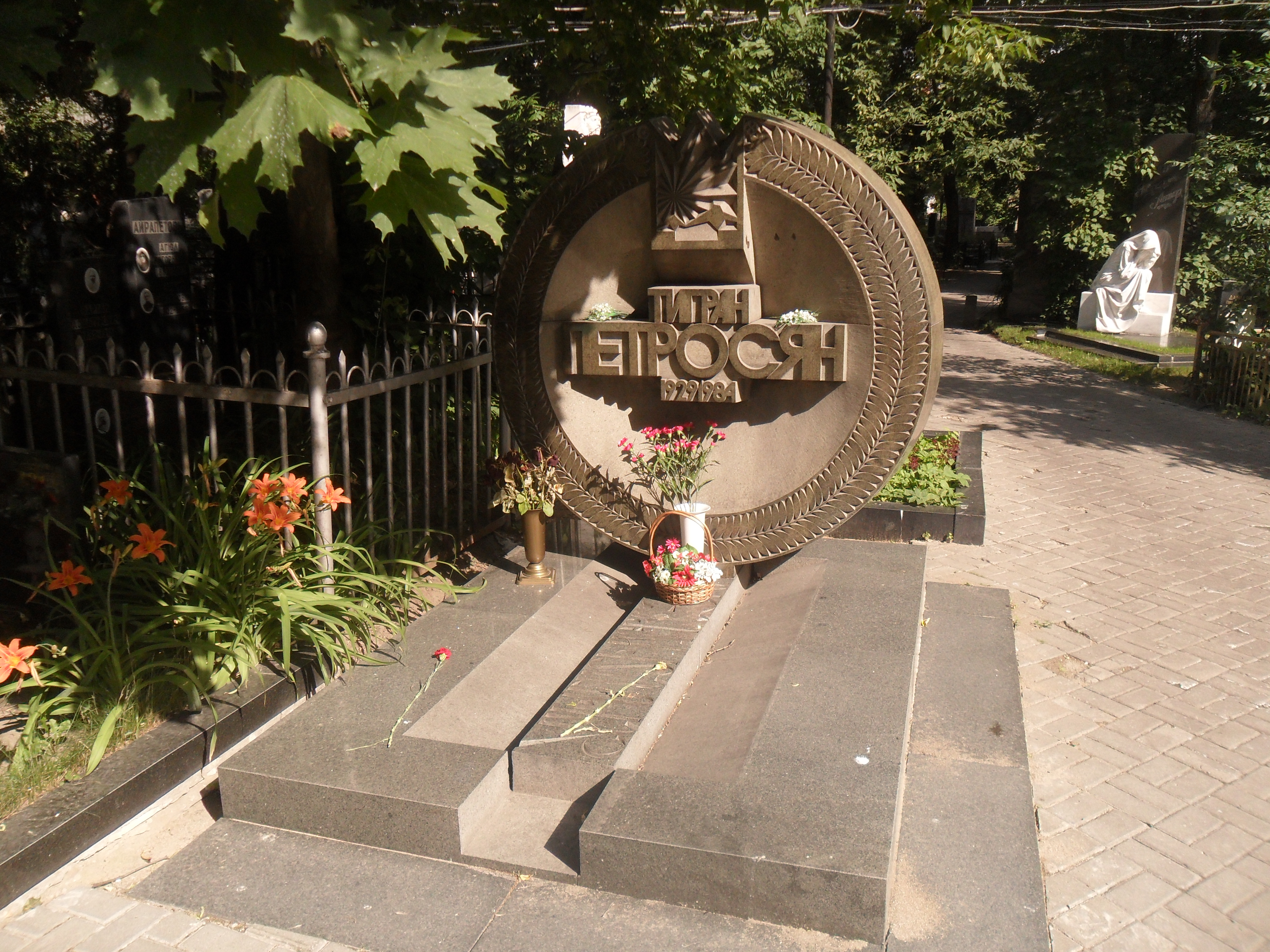
Могила Петросяна на Армянском кладбище Москвы

Скончался 13 августа 1984 года в Москве на 56-м году жизни от рака желудка. Похоронен на Армянском кладбище в Москве.

## Творчество
|   | a | b | c | d | e | f | g | h |   |
| - | --- | --- | --- | --- | --- | --- | --- | --- | - |
| 8 | a8 чёрная ладья · b8 чёрный конь · c8 чёрный слон · d8 чёрный ферзь · f8 чёрная ладья · g8 чёрный король · a7 чёрная пешка · b7 чёрная пешка · c7 чёрная пешка · f7 чёрная пешка · g7 чёрный слон · h7 чёрная пешка · d6 чёрная пешка · f6 чёрный конь · g6 чёрная пешка · d5 белая пешка · e5 чёрная пешка · c4 белая пешка · e4 белая пешка · c3 белый конь · f3 белый конь · a2 белая пешка · b2 белая пешка · e2 белый слон · f2 белая пешка · g2 белая пешка · h2 белая пешка · a1 белая ладья · c1 белый слон · d1 белый ферзь · e1 белый король · h1 белая ладья | a8 чёрная ладья · b8 чёрный конь · c8 чёрный слон · d8 чёрный ферзь · f8 чёрная ладья · g8 чёрный король · a7 чёрная пешка · b7 чёрная пешка · c7 чёрная пешка · f7 чёрная пешка · g7 чёрный слон · h7 чёрная пешка · d6 чёрная пешка · f6 чёрный конь · g6 чёрная пешка · d5 белая пешка · e5 чёрная пешка · c4 белая пешка · e4 белая пешка · c3 белый конь · f3 белый конь · a2 белая пешка · b2 белая пешка · e2 белый слон · f2 белая пешка · g2 белая пешка · h2 белая пешка · a1 белая ладья · c1 белый слон · d1 белый ферзь · e1 белый король · h1 белая ладья | a8 чёрная ладья · b8 чёрный конь · c8 чёрный слон · d8 чёрный ферзь · f8 чёрная ладья · g8 чёрный король · a7 чёрная пешка · b7 чёрная пешка · c7 чёрная пешка · f7 чёрная пешка · g7 чёрный слон · h7 чёрная пешка · d6 чёрная пешка · f6 чёрный конь · g6 чёрная пешка · d5 белая пешка · e5 чёрная пешка · c4 белая пешка · e4 белая пешка · c3 белый конь · f3 белый конь · a2 белая пешка · b2 белая пешка · e2 белый слон · f2 белая пешка · g2 белая пешка · h2 белая пешка · a1 белая ладья · c1 белый слон · d1 белый ферзь · e1 белый король · h1 белая ладья | a8 чёрная ладья · b8 чёрный конь · c8 чёрный слон · d8 чёрный ферзь · f8 чёрная ладья · g8 чёрный король · a7 чёрная пешка · b7 чёрная пешка · c7 чёрная пешка · f7 чёрная пешка · g7 чёрный слон · h7 чёрная пешка · d6 чёрная пешка · f6 чёрный конь · g6 чёрная пешка · d5 белая пешка · e5 чёрная пешка · c4 белая пешка · e4 белая пешка · c3 белый конь · f3 белый конь · a2 белая пешка · b2 белая пешка · e2 белый слон · f2 белая пешка · g2 белая пешка · h2 белая пешка · a1 белая ладья · c1 белый слон · d1 белый ферзь · e1 белый король · h1 белая ладья | a8 чёрная ладья · b8 чёрный конь · c8 чёрный слон · d8 чёрный ферзь · f8 чёрная ладья · g8 чёрный король · a7 чёрная пешка · b7 чёрная пешка · c7 чёрная пешка · f7 чёрная пешка · g7 чёрный слон · h7 чёрная пешка · d6 чёрная пешка · f6 чёрный конь · g6 чёрная пешка · d5 белая пешка · e5 чёрная пешка · c4 белая пешка · e4 белая пешка · c3 белый конь · f3 белый конь · a2 белая пешка · b2 белая пешка · e2 белый слон · f2 белая пешка · g2 белая пешка · h2 белая пешка · a1 белая ладья · c1 белый слон · d1 белый ферзь · e1 белый король · h1 белая ладья | a8 чёрная ладья · b8 чёрный конь · c8 чёрный слон · d8 чёрный ферзь · f8 чёрная ладья · g8 чёрный король · a7 чёрная пешка · b7 чёрная пешка · c7 чёрная пешка · f7 чёрная пешка · g7 чёрный слон · h7 чёрная пешка · d6 чёрная пешка · f6 чёрный конь · g6 чёрная пешка · d5 белая пешка · e5 чёрная пешка · c4 белая пешка · e4 белая пешка · c3 белый конь · f3 белый конь · a2 белая пешка · b2 белая пешка · e2 белый слон · f2 белая пешка · g2 белая пешка · h2 белая пешка · a1 белая ладья · c1 белый слон · d1 белый ферзь · e1 белый король · h1 белая ладья | a8 чёрная ладья · b8 чёрный конь · c8 чёрный слон · d8 чёрный ферзь · f8 чёрная ладья · g8 чёрный король · a7 чёрная пешка · b7 чёрная пешка · c7 чёрная пешка · f7 чёрная пешка · g7 чёрный слон · h7 чёрная пешка · d6 чёрная пешка · f6 чёрный конь · g6 чёрная пешка · d5 белая пешка · e5 чёрная пешка · c4 белая пешка · e4 белая пешка · c3 белый конь · f3 белый конь · a2 белая пешка · b2 белая пешка · e2 белый слон · f2 белая пешка · g2 белая пешка · h2 белая пешка · a1 белая ладья · c1 белый слон · d1 белый ферзь · e1 белый король · h1 белая ладья | a8 чёрная ладья · b8 чёрный конь · c8 чёрный слон · d8 чёрный ферзь · f8 чёрная ладья · g8 чёрный король · a7 чёрная пешка · b7 чёрная пешка · c7 чёрная пешка · f7 чёрная пешка · g7 чёрный слон · h7 чёрная пешка · d6 чёрная пешка · f6 чёрный конь · g6 чёрная пешка · d5 белая пешка · e5 чёрная пешка · c4 белая пешка · e4 белая пешка · c3 белый конь · f3 белый конь · a2 белая пешка · b2 белая пешка · e2 белый слон · f2 белая пешка · g2 белая пешка · h2 белая пешка · a1 белая ладья · c1 белый слон · d1 белый ферзь · e1 белый король · h1 белая ладья | 8 |
| 7 | a8 чёрная ладья · b8 чёрный конь · c8 чёрный слон · d8 чёрный ферзь · f8 чёрная ладья · g8 чёрный король · a7 чёрная пешка · b7 чёрная пешка · c7 чёрная пешка · f7 чёрная пешка · g7 чёрный слон · h7 чёрная пешка · d6 чёрная пешка · f6 чёрный конь · g6 чёрная пешка · d5 белая пешка · e5 чёрная пешка · c4 белая пешка · e4 белая пешка · c3 белый конь · f3 белый конь · a2 белая пешка · b2 белая пешка · e2 белый слон · f2 белая пешка · g2 белая пешка · h2 белая пешка · a1 белая ладья · c1 белый слон · d1 белый ферзь · e1 белый король · h1 белая ладья | a8 чёрная ладья · b8 чёрный конь · c8 чёрный слон · d8 чёрный ферзь · f8 чёрная ладья · g8 чёрный король · a7 чёрная пешка · b7 чёрная пешка · c7 чёрная пешка · f7 чёрная пешка · g7 чёрный слон · h7 чёрная пешка · d6 чёрная пешка · f6 чёрный конь · g6 чёрная пешка · d5 белая пешка · e5 чёрная пешка · c4 белая пешка · e4 белая пешка · c3 белый конь · f3 белый конь · a2 белая пешка · b2 белая пешка · e2 белый слон · f2 белая пешка · g2 белая пешка · h2 белая пешка · a1 белая ладья · c1 белый слон · d1 белый ферзь · e1 белый король · h1 белая ладья | a8 чёрная ладья · b8 чёрный конь · c8 чёрный слон · d8 чёрный ферзь · f8 чёрная ладья · g8 чёрный король · a7 чёрная пешка · b7 чёрная пешка · c7 чёрная пешка · f7 чёрная пешка · g7 чёрный слон · h7 чёрная пешка · d6 чёрная пешка · f6 чёрный конь · g6 чёрная пешка · d5 белая пешка · e5 чёрная пешка · c4 белая пешка · e4 белая пешка · c3 белый конь · f3 белый конь · a2 белая пешка · b2 белая пешка · e2 белый слон · f2 белая пешка · g2 белая пешка · h2 белая пешка · a1 белая ладья · c1 белый слон · d1 белый ферзь · e1 белый король · h1 белая ладья | a8 чёрная ладья · b8 чёрный конь · c8 чёрный слон · d8 чёрный ферзь · f8 чёрная ладья · g8 чёрный король · a7 чёрная пешка · b7 чёрная пешка · c7 чёрная пешка · f7 чёрная пешка · g7 чёрный слон · h7 чёрная пешка · d6 чёрная пешка · f6 чёрный конь · g6 чёрная пешка · d5 белая пешка · e5 чёрная пешка · c4 белая пешка · e4 белая пешка · c3 белый конь · f3 белый конь · a2 белая пешка · b2 белая пешка · e2 белый слон · f2 белая пешка · g2 белая пешка · h2 белая пешка · a1 белая ладья · c1 белый слон · d1 белый ферзь · e1 белый король · h1 белая ладья | a8 чёрная ладья · b8 чёрный конь · c8 чёрный слон · d8 чёрный ферзь · f8 чёрная ладья · g8 чёрный король · a7 чёрная пешка · b7 чёрная пешка · c7 чёрная пешка · f7 чёрная пешка · g7 чёрный слон · h7 чёрная пешка · d6 чёрная пешка · f6 чёрный конь · g6 чёрная пешка · d5 белая пешка · e5 чёрная пешка · c4 белая пешка · e4 белая пешка · c3 белый конь · f3 белый конь · a2 белая пешка · b2 белая пешка · e2 белый слон · f2 белая пешка · g2 белая пешка · h2 белая пешка · a1 белая ладья · c1 белый слон · d1 белый ферзь · e1 белый король · h1 белая ладья | a8 чёрная ладья · b8 чёрный конь · c8 чёрный слон · d8 чёрный ферзь · f8 чёрная ладья · g8 чёрный король · a7 чёрная пешка · b7 чёрная пешка · c7 чёрная пешка · f7 чёрная пешка · g7 чёрный слон · h7 чёрная пешка · d6 чёрная пешка · f6 чёрный конь · g6 чёрная пешка · d5 белая пешка · e5 чёрная пешка · c4 белая пешка · e4 белая пешка · c3 белый конь · f3 белый конь · a2 белая пешка · b2 белая пешка · e2 белый слон · f2 белая пешка · g2 белая пешка · h2 белая пешка · a1 белая ладья · c1 белый слон · d1 белый ферзь · e1 белый король · h1 белая ладья | a8 чёрная ладья · b8 чёрный конь · c8 чёрный слон · d8 чёрный ферзь · f8 чёрная ладья · g8 чёрный король · a7 чёрная пешка · b7 чёрная пешка · c7 чёрная пешка · f7 чёрная пешка · g7 чёрный слон · h7 чёрная пешка · d6 чёрная пешка · f6 чёрный конь · g6 чёрная пешка · d5 белая пешка · e5 чёрная пешка · c4 белая пешка · e4 белая пешка · c3 белый конь · f3 белый конь · a2 белая пешка · b2 белая пешка · e2 белый слон · f2 белая пешка · g2 белая пешка · h2 белая пешка · a1 белая ладья · c1 белый слон · d1 белый ферзь · e1 белый король · h1 белая ладья | a8 чёрная ладья · b8 чёрный конь · c8 чёрный слон · d8 чёрный ферзь · f8 чёрная ладья · g8 чёрный король · a7 чёрная пешка · b7 чёрная пешка · c7 чёрная пешка · f7 чёрная пешка · g7 чёрный слон · h7 чёрная пешка · d6 чёрная пешка · f6 чёрный конь · g6 чёрная пешка · d5 белая пешка · e5 чёрная пешка · c4 белая пешка · e4 белая пешка · c3 белый конь · f3 белый конь · a2 белая пешка · b2 белая пешка · e2 белый слон · f2 белая пешка · g2 белая пешка · h2 белая пешка · a1 белая ладья · c1 белый слон · d1 белый ферзь · e1 белый король · h1 белая ладья | 7 |
| 6 | a8 чёрная ладья · b8 чёрный конь · c8 чёрный слон · d8 чёрный ферзь · f8 чёрная ладья · g8 чёрный король · a7 чёрная пешка · b7 чёрная пешка · c7 чёрная пешка · f7 чёрная пешка · g7 чёрный слон · h7 чёрная пешка · d6 чёрная пешка · f6 чёрный конь · g6 чёрная пешка · d5 белая пешка · e5 чёрная пешка · c4 белая пешка · e4 белая пешка · c3 белый конь · f3 белый конь · a2 белая пешка · b2 белая пешка · e2 белый слон · f2 белая пешка · g2 белая пешка · h2 белая пешка · a1 белая ладья · c1 белый слон · d1 белый ферзь · e1 белый король · h1 белая ладья | a8 чёрная ладья · b8 чёрный конь · c8 чёрный слон · d8 чёрный ферзь · f8 чёрная ладья · g8 чёрный король · a7 чёрная пешка · b7 чёрная пешка · c7 чёрная пешка · f7 чёрная пешка · g7 чёрный слон · h7 чёрная пешка · d6 чёрная пешка · f6 чёрный конь · g6 чёрная пешка · d5 белая пешка · e5 чёрная пешка · c4 белая пешка · e4 белая пешка · c3 белый конь · f3 белый конь · a2 белая пешка · b2 белая пешка · e2 белый слон · f2 белая пешка · g2 белая пешка · h2 белая пешка · a1 белая ладья · c1 белый слон · d1 белый ферзь · e1 белый король · h1 белая ладья | a8 чёрная ладья · b8 чёрный конь · c8 чёрный слон · d8 чёрный ферзь · f8 чёрная ладья · g8 чёрный король · a7 чёрная пешка · b7 чёрная пешка · c7 чёрная пешка · f7 чёрная пешка · g7 чёрный слон · h7 чёрная пешка · d6 чёрная пешка · f6 чёрный конь · g6 чёрная пешка · d5 белая пешка · e5 чёрная пешка · c4 белая пешка · e4 белая пешка · c3 белый конь · f3 белый конь · a2 белая пешка · b2 белая пешка · e2 белый слон · f2 белая пешка · g2 белая пешка · h2 белая пешка · a1 белая ладья · c1 белый слон · d1 белый ферзь · e1 белый король · h1 белая ладья | a8 чёрная ладья · b8 чёрный конь · c8 чёрный слон · d8 чёрный ферзь · f8 чёрная ладья · g8 чёрный король · a7 чёрная пешка · b7 чёрная пешка · c7 чёрная пешка · f7 чёрная пешка · g7 чёрный слон · h7 чёрная пешка · d6 чёрная пешка · f6 чёрный конь · g6 чёрная пешка · d5 белая пешка · e5 чёрная пешка · c4 белая пешка · e4 белая пешка · c3 белый конь · f3 белый конь · a2 белая пешка · b2 белая пешка · e2 белый слон · f2 белая пешка · g2 белая пешка · h2 белая пешка · a1 белая ладья · c1 белый слон · d1 белый ферзь · e1 белый король · h1 белая ладья | a8 чёрная ладья · b8 чёрный конь · c8 чёрный слон · d8 чёрный ферзь · f8 чёрная ладья · g8 чёрный король · a7 чёрная пешка · b7 чёрная пешка · c7 чёрная пешка · f7 чёрная пешка · g7 чёрный слон · h7 чёрная пешка · d6 чёрная пешка · f6 чёрный конь · g6 чёрная пешка · d5 белая пешка · e5 чёрная пешка · c4 белая пешка · e4 белая пешка · c3 белый конь · f3 белый конь · a2 белая пешка · b2 белая пешка · e2 белый слон · f2 белая пешка · g2 белая пешка · h2 белая пешка · a1 белая ладья · c1 белый слон · d1 белый ферзь · e1 белый король · h1 белая ладья | a8 чёрная ладья · b8 чёрный конь · c8 чёрный слон · d8 чёрный ферзь · f8 чёрная ладья · g8 чёрный король · a7 чёрная пешка · b7 чёрная пешка · c7 чёрная пешка · f7 чёрная пешка · g7 чёрный слон · h7 чёрная пешка · d6 чёрная пешка · f6 чёрный конь · g6 чёрная пешка · d5 белая пешка · e5 чёрная пешка · c4 белая пешка · e4 белая пешка · c3 белый конь · f3 белый конь · a2 белая пешка · b2 белая пешка · e2 белый слон · f2 белая пешка · g2 белая пешка · h2 белая пешка · a1 белая ладья · c1 белый слон · d1 белый ферзь · e1 белый король · h1 белая ладья | a8 чёрная ладья · b8 чёрный конь · c8 чёрный слон · d8 чёрный ферзь · f8 чёрная ладья · g8 чёрный король · a7 чёрная пешка · b7 чёрная пешка · c7 чёрная пешка · f7 чёрная пешка · g7 чёрный слон · h7 чёрная пешка · d6 чёрная пешка · f6 чёрный конь · g6 чёрная пешка · d5 белая пешка · e5 чёрная пешка · c4 белая пешка · e4 белая пешка · c3 белый конь · f3 белый конь · a2 белая пешка · b2 белая пешка · e2 белый слон · f2 белая пешка · g2 белая пешка · h2 белая пешка · a1 белая ладья · c1 белый слон · d1 белый ферзь · e1 белый король · h1 белая ладья | a8 чёрная ладья · b8 чёрный конь · c8 чёрный слон · d8 чёрный ферзь · f8 чёрная ладья · g8 чёрный король · a7 чёрная пешка · b7 чёрная пешка · c7 чёрная пешка · f7 чёрная пешка · g7 чёрный слон · h7 чёрная пешка · d6 чёрная пешка · f6 чёрный конь · g6 чёрная пешка · d5 белая пешка · e5 чёрная пешка · c4 белая пешка · e4 белая пешка · c3 белый конь · f3 белый конь · a2 белая пешка · b2 белая пешка · e2 белый слон · f2 белая пешка · g2 белая пешка · h2 белая пешка · a1 белая ладья · c1 белый слон · d1 белый ферзь · e1 белый король · h1 белая ладья | 6 |
| 5 | a8 чёрная ладья · b8 чёрный конь · c8 чёрный слон · d8 чёрный ферзь · f8 чёрная ладья · g8 чёрный король · a7 чёрная пешка · b7 чёрная пешка · c7 чёрная пешка · f7 чёрная пешка · g7 чёрный слон · h7 чёрная пешка · d6 чёрная пешка · f6 чёрный конь · g6 чёрная пешка · d5 белая пешка · e5 чёрная пешка · c4 белая пешка · e4 белая пешка · c3 белый конь · f3 белый конь · a2 белая пешка · b2 белая пешка · e2 белый слон · f2 белая пешка · g2 белая пешка · h2 белая пешка · a1 белая ладья · c1 белый слон · d1 белый ферзь · e1 белый король · h1 белая ладья | a8 чёрная ладья · b8 чёрный конь · c8 чёрный слон · d8 чёрный ферзь · f8 чёрная ладья · g8 чёрный король · a7 чёрная пешка · b7 чёрная пешка · c7 чёрная пешка · f7 чёрная пешка · g7 чёрный слон · h7 чёрная пешка · d6 чёрная пешка · f6 чёрный конь · g6 чёрная пешка · d5 белая пешка · e5 чёрная пешка · c4 белая пешка · e4 белая пешка · c3 белый конь · f3 белый конь · a2 белая пешка · b2 белая пешка · e2 белый слон · f2 белая пешка · g2 белая пешка · h2 белая пешка · a1 белая ладья · c1 белый слон · d1 белый ферзь · e1 белый король · h1 белая ладья | a8 чёрная ладья · b8 чёрный конь · c8 чёрный слон · d8 чёрный ферзь · f8 чёрная ладья · g8 чёрный король · a7 чёрная пешка · b7 чёрная пешка · c7 чёрная пешка · f7 чёрная пешка · g7 чёрный слон · h7 чёрная пешка · d6 чёрная пешка · f6 чёрный конь · g6 чёрная пешка · d5 белая пешка · e5 чёрная пешка · c4 белая пешка · e4 белая пешка · c3 белый конь · f3 белый конь · a2 белая пешка · b2 белая пешка · e2 белый слон · f2 белая пешка · g2 белая пешка · h2 белая пешка · a1 белая ладья · c1 белый слон · d1 белый ферзь · e1 белый король · h1 белая ладья | a8 чёрная ладья · b8 чёрный конь · c8 чёрный слон · d8 чёрный ферзь · f8 чёрная ладья · g8 чёрный король · a7 чёрная пешка · b7 чёрная пешка · c7 чёрная пешка · f7 чёрная пешка · g7 чёрный слон · h7 чёрная пешка · d6 чёрная пешка · f6 чёрный конь · g6 чёрная пешка · d5 белая пешка · e5 чёрная пешка · c4 белая пешка · e4 белая пешка · c3 белый конь · f3 белый конь · a2 белая пешка · b2 белая пешка · e2 белый слон · f2 белая пешка · g2 белая пешка · h2 белая пешка · a1 белая ладья · c1 белый слон · d1 белый ферзь · e1 белый король · h1 белая ладья | a8 чёрная ладья · b8 чёрный конь · c8 чёрный слон · d8 чёрный ферзь · f8 чёрная ладья · g8 чёрный король · a7 чёрная пешка · b7 чёрная пешка · c7 чёрная пешка · f7 чёрная пешка · g7 чёрный слон · h7 чёрная пешка · d6 чёрная пешка · f6 чёрный конь · g6 чёрная пешка · d5 белая пешка · e5 чёрная пешка · c4 белая пешка · e4 белая пешка · c3 белый конь · f3 белый конь · a2 белая пешка · b2 белая пешка · e2 белый слон · f2 белая пешка · g2 белая пешка · h2 белая пешка · a1 белая ладья · c1 белый слон · d1 белый ферзь · e1 белый король · h1 белая ладья | a8 чёрная ладья · b8 чёрный конь · c8 чёрный слон · d8 чёрный ферзь · f8 чёрная ладья · g8 чёрный король · a7 чёрная пешка · b7 чёрная пешка · c7 чёрная пешка · f7 чёрная пешка · g7 чёрный слон · h7 чёрная пешка · d6 чёрная пешка · f6 чёрный конь · g6 чёрная пешка · d5 белая пешка · e5 чёрная пешка · c4 белая пешка · e4 белая пешка · c3 белый конь · f3 белый конь · a2 белая пешка · b2 белая пешка · e2 белый слон · f2 белая пешка · g2 белая пешка · h2 белая пешка · a1 белая ладья · c1 белый слон · d1 белый ферзь · e1 белый король · h1 белая ладья | a8 чёрная ладья · b8 чёрный конь · c8 чёрный слон · d8 чёрный ферзь · f8 чёрная ладья · g8 чёрный король · a7 чёрная пешка · b7 чёрная пешка · c7 чёрная пешка · f7 чёрная пешка · g7 чёрный слон · h7 чёрная пешка · d6 чёрная пешка · f6 чёрный конь · g6 чёрная пешка · d5 белая пешка · e5 чёрная пешка · c4 белая пешка · e4 белая пешка · c3 белый конь · f3 белый конь · a2 белая пешка · b2 белая пешка · e2 белый слон · f2 белая пешка · g2 белая пешка · h2 белая пешка · a1 белая ладья · c1 белый слон · d1 белый ферзь · e1 белый король · h1 белая ладья | a8 чёрная ладья · b8 чёрный конь · c8 чёрный слон · d8 чёрный ферзь · f8 чёрная ладья · g8 чёрный король · a7 чёрная пешка · b7 чёрная пешка · c7 чёрная пешка · f7 чёрная пешка · g7 чёрный слон · h7 чёрная пешка · d6 чёрная пешка · f6 чёрный конь · g6 чёрная пешка · d5 белая пешка · e5 чёрная пешка · c4 белая пешка · e4 белая пешка · c3 белый конь · f3 белый конь · a2 белая пешка · b2 белая пешка · e2 белый слон · f2 белая пешка · g2 белая пешка · h2 белая пешка · a1 белая ладья · c1 белый слон · d1 белый ферзь · e1 белый король · h1 белая ладья | 5 |
| 4 | a8 чёрная ладья · b8 чёрный конь · c8 чёрный слон · d8 чёрный ферзь · f8 чёрная ладья · g8 чёрный король · a7 чёрная пешка · b7 чёрная пешка · c7 чёрная пешка · f7 чёрная пешка · g7 чёрный слон · h7 чёрная пешка · d6 чёрная пешка · f6 чёрный конь · g6 чёрная пешка · d5 белая пешка · e5 чёрная пешка · c4 белая пешка · e4 белая пешка · c3 белый конь · f3 белый конь · a2 белая пешка · b2 белая пешка · e2 белый слон · f2 белая пешка · g2 белая пешка · h2 белая пешка · a1 белая ладья · c1 белый слон · d1 белый ферзь · e1 белый король · h1 белая ладья | a8 чёрная ладья · b8 чёрный конь · c8 чёрный слон · d8 чёрный ферзь · f8 чёрная ладья · g8 чёрный король · a7 чёрная пешка · b7 чёрная пешка · c7 чёрная пешка · f7 чёрная пешка · g7 чёрный слон · h7 чёрная пешка · d6 чёрная пешка · f6 чёрный конь · g6 чёрная пешка · d5 белая пешка · e5 чёрная пешка · c4 белая пешка · e4 белая пешка · c3 белый конь · f3 белый конь · a2 белая пешка · b2 белая пешка · e2 белый слон · f2 белая пешка · g2 белая пешка · h2 белая пешка · a1 белая ладья · c1 белый слон · d1 белый ферзь · e1 белый король · h1 белая ладья | a8 чёрная ладья · b8 чёрный конь · c8 чёрный слон · d8 чёрный ферзь · f8 чёрная ладья · g8 чёрный король · a7 чёрная пешка · b7 чёрная пешка · c7 чёрная пешка · f7 чёрная пешка · g7 чёрный слон · h7 чёрная пешка · d6 чёрная пешка · f6 чёрный конь · g6 чёрная пешка · d5 белая пешка · e5 чёрная пешка · c4 белая пешка · e4 белая пешка · c3 белый конь · f3 белый конь · a2 белая пешка · b2 белая пешка · e2 белый слон · f2 белая пешка · g2 белая пешка · h2 белая пешка · a1 белая ладья · c1 белый слон · d1 белый ферзь · e1 белый король · h1 белая ладья | a8 чёрная ладья · b8 чёрный конь · c8 чёрный слон · d8 чёрный ферзь · f8 чёрная ладья · g8 чёрный король · a7 чёрная пешка · b7 чёрная пешка · c7 чёрная пешка · f7 чёрная пешка · g7 чёрный слон · h7 чёрная пешка · d6 чёрная пешка · f6 чёрный конь · g6 чёрная пешка · d5 белая пешка · e5 чёрная пешка · c4 белая пешка · e4 белая пешка · c3 белый конь · f3 белый конь · a2 белая пешка · b2 белая пешка · e2 белый слон · f2 белая пешка · g2 белая пешка · h2 белая пешка · a1 белая ладья · c1 белый слон · d1 белый ферзь · e1 белый король · h1 белая ладья | a8 чёрная ладья · b8 чёрный конь · c8 чёрный слон · d8 чёрный ферзь · f8 чёрная ладья · g8 чёрный король · a7 чёрная пешка · b7 чёрная пешка · c7 чёрная пешка · f7 чёрная пешка · g7 чёрный слон · h7 чёрная пешка · d6 чёрная пешка · f6 чёрный конь · g6 чёрная пешка · d5 белая пешка · e5 чёрная пешка · c4 белая пешка · e4 белая пешка · c3 белый конь · f3 белый конь · a2 белая пешка · b2 белая пешка · e2 белый слон · f2 белая пешка · g2 белая пешка · h2 белая пешка · a1 белая ладья · c1 белый слон · d1 белый ферзь · e1 белый король · h1 белая ладья | a8 чёрная ладья · b8 чёрный конь · c8 чёрный слон · d8 чёрный ферзь · f8 чёрная ладья · g8 чёрный король · a7 чёрная пешка · b7 чёрная пешка · c7 чёрная пешка · f7 чёрная пешка · g7 чёрный слон · h7 чёрная пешка · d6 чёрная пешка · f6 чёрный конь · g6 чёрная пешка · d5 белая пешка · e5 чёрная пешка · c4 белая пешка · e4 белая пешка · c3 белый конь · f3 белый конь · a2 белая пешка · b2 белая пешка · e2 белый слон · f2 белая пешка · g2 белая пешка · h2 белая пешка · a1 белая ладья · c1 белый слон · d1 белый ферзь · e1 белый король · h1 белая ладья | a8 чёрная ладья · b8 чёрный конь · c8 чёрный слон · d8 чёрный ферзь · f8 чёрная ладья · g8 чёрный король · a7 чёрная пешка · b7 чёрная пешка · c7 чёрная пешка · f7 чёрная пешка · g7 чёрный слон · h7 чёрная пешка · d6 чёрная пешка · f6 чёрный конь · g6 чёрная пешка · d5 белая пешка · e5 чёрная пешка · c4 белая пешка · e4 белая пешка · c3 белый конь · f3 белый конь · a2 белая пешка · b2 белая пешка · e2 белый слон · f2 белая пешка · g2 белая пешка · h2 белая пешка · a1 белая ладья · c1 белый слон · d1 белый ферзь · e1 белый король · h1 белая ладья | a8 чёрная ладья · b8 чёрный конь · c8 чёрный слон · d8 чёрный ферзь · f8 чёрная ладья · g8 чёрный король · a7 чёрная пешка · b7 чёрная пешка · c7 чёрная пешка · f7 чёрная пешка · g7 чёрный слон · h7 чёрная пешка · d6 чёрная пешка · f6 чёрный конь · g6 чёрная пешка · d5 белая пешка · e5 чёрная пешка · c4 белая пешка · e4 белая пешка · c3 белый конь · f3 белый конь · a2 белая пешка · b2 белая пешка · e2 белый слон · f2 белая пешка · g2 белая пешка · h2 белая пешка · a1 белая ладья · c1 белый слон · d1 белый ферзь · e1 белый король · h1 белая ладья | 4 |
| 3 | a8 чёрная ладья · b8 чёрный конь · c8 чёрный слон · d8 чёрный ферзь · f8 чёрная ладья · g8 чёрный король · a7 чёрная пешка · b7 чёрная пешка · c7 чёрная пешка · f7 чёрная пешка · g7 чёрный слон · h7 чёрная пешка · d6 чёрная пешка · f6 чёрный конь · g6 чёрная пешка · d5 белая пешка · e5 чёрная пешка · c4 белая пешка · e4 белая пешка · c3 белый конь · f3 белый конь · a2 белая пешка · b2 белая пешка · e2 белый слон · f2 белая пешка · g2 белая пешка · h2 белая пешка · a1 белая ладья · c1 белый слон · d1 белый ферзь · e1 белый король · h1 белая ладья | a8 чёрная ладья · b8 чёрный конь · c8 чёрный слон · d8 чёрный ферзь · f8 чёрная ладья · g8 чёрный король · a7 чёрная пешка · b7 чёрная пешка · c7 чёрная пешка · f7 чёрная пешка · g7 чёрный слон · h7 чёрная пешка · d6 чёрная пешка · f6 чёрный конь · g6 чёрная пешка · d5 белая пешка · e5 чёрная пешка · c4 белая пешка · e4 белая пешка · c3 белый конь · f3 белый конь · a2 белая пешка · b2 белая пешка · e2 белый слон · f2 белая пешка · g2 белая пешка · h2 белая пешка · a1 белая ладья · c1 белый слон · d1 белый ферзь · e1 белый король · h1 белая ладья | a8 чёрная ладья · b8 чёрный конь · c8 чёрный слон · d8 чёрный ферзь · f8 чёрная ладья · g8 чёрный король · a7 чёрная пешка · b7 чёрная пешка · c7 чёрная пешка · f7 чёрная пешка · g7 чёрный слон · h7 чёрная пешка · d6 чёрная пешка · f6 чёрный конь · g6 чёрная пешка · d5 белая пешка · e5 чёрная пешка · c4 белая пешка · e4 белая пешка · c3 белый конь · f3 белый конь · a2 белая пешка · b2 белая пешка · e2 белый слон · f2 белая пешка · g2 белая пешка · h2 белая пешка · a1 белая ладья · c1 белый слон · d1 белый ферзь · e1 белый король · h1 белая ладья | a8 чёрная ладья · b8 чёрный конь · c8 чёрный слон · d8 чёрный ферзь · f8 чёрная ладья · g8 чёрный король · a7 чёрная пешка · b7 чёрная пешка · c7 чёрная пешка · f7 чёрная пешка · g7 чёрный слон · h7 чёрная пешка · d6 чёрная пешка · f6 чёрный конь · g6 чёрная пешка · d5 белая пешка · e5 чёрная пешка · c4 белая пешка · e4 белая пешка · c3 белый конь · f3 белый конь · a2 белая пешка · b2 белая пешка · e2 белый слон · f2 белая пешка · g2 белая пешка · h2 белая пешка · a1 белая ладья · c1 белый слон · d1 белый ферзь · e1 белый король · h1 белая ладья | a8 чёрная ладья · b8 чёрный конь · c8 чёрный слон · d8 чёрный ферзь · f8 чёрная ладья · g8 чёрный король · a7 чёрная пешка · b7 чёрная пешка · c7 чёрная пешка · f7 чёрная пешка · g7 чёрный слон · h7 чёрная пешка · d6 чёрная пешка · f6 чёрный конь · g6 чёрная пешка · d5 белая пешка · e5 чёрная пешка · c4 белая пешка · e4 белая пешка · c3 белый конь · f3 белый конь · a2 белая пешка · b2 белая пешка · e2 белый слон · f2 белая пешка · g2 белая пешка · h2 белая пешка · a1 белая ладья · c1 белый слон · d1 белый ферзь · e1 белый король · h1 белая ладья | a8 чёрная ладья · b8 чёрный конь · c8 чёрный слон · d8 чёрный ферзь · f8 чёрная ладья · g8 чёрный король · a7 чёрная пешка · b7 чёрная пешка · c7 чёрная пешка · f7 чёрная пешка · g7 чёрный слон · h7 чёрная пешка · d6 чёрная пешка · f6 чёрный конь · g6 чёрная пешка · d5 белая пешка · e5 чёрная пешка · c4 белая пешка · e4 белая пешка · c3 белый конь · f3 белый конь · a2 белая пешка · b2 белая пешка · e2 белый слон · f2 белая пешка · g2 белая пешка · h2 белая пешка · a1 белая ладья · c1 белый слон · d1 белый ферзь · e1 белый король · h1 белая ладья | a8 чёрная ладья · b8 чёрный конь · c8 чёрный слон · d8 чёрный ферзь · f8 чёрная ладья · g8 чёрный король · a7 чёрная пешка · b7 чёрная пешка · c7 чёрная пешка · f7 чёрная пешка · g7 чёрный слон · h7 чёрная пешка · d6 чёрная пешка · f6 чёрный конь · g6 чёрная пешка · d5 белая пешка · e5 чёрная пешка · c4 белая пешка · e4 белая пешка · c3 белый конь · f3 белый конь · a2 белая пешка · b2 белая пешка · e2 белый слон · f2 белая пешка · g2 белая пешка · h2 белая пешка · a1 белая ладья · c1 белый слон · d1 белый ферзь · e1 белый король · h1 белая ладья | a8 чёрная ладья · b8 чёрный конь · c8 чёрный слон · d8 чёрный ферзь · f8 чёрная ладья · g8 чёрный король · a7 чёрная пешка · b7 чёрная пешка · c7 чёрная пешка · f7 чёрная пешка · g7 чёрный слон · h7 чёрная пешка · d6 чёрная пешка · f6 чёрный конь · g6 чёрная пешка · d5 белая пешка · e5 чёрная пешка · c4 белая пешка · e4 белая пешка · c3 белый конь · f3 белый конь · a2 белая пешка · b2 белая пешка · e2 белый слон · f2 белая пешка · g2 белая пешка · h2 белая пешка · a1 белая ладья · c1 белый слон · d1 белый ферзь · e1 белый король · h1 белая ладья | 3 |
| 2 | a8 чёрная ладья · b8 чёрный конь · c8 чёрный слон · d8 чёрный ферзь · f8 чёрная ладья · g8 чёрный король · a7 чёрная пешка · b7 чёрная пешка · c7 чёрная пешка · f7 чёрная пешка · g7 чёрный слон · h7 чёрная пешка · d6 чёрная пешка · f6 чёрный конь · g6 чёрная пешка · d5 белая пешка · e5 чёрная пешка · c4 белая пешка · e4 белая пешка · c3 белый конь · f3 белый конь · a2 белая пешка · b2 белая пешка · e2 белый слон · f2 белая пешка · g2 белая пешка · h2 белая пешка · a1 белая ладья · c1 белый слон · d1 белый ферзь · e1 белый король · h1 белая ладья | a8 чёрная ладья · b8 чёрный конь · c8 чёрный слон · d8 чёрный ферзь · f8 чёрная ладья · g8 чёрный король · a7 чёрная пешка · b7 чёрная пешка · c7 чёрная пешка · f7 чёрная пешка · g7 чёрный слон · h7 чёрная пешка · d6 чёрная пешка · f6 чёрный конь · g6 чёрная пешка · d5 белая пешка · e5 чёрная пешка · c4 белая пешка · e4 белая пешка · c3 белый конь · f3 белый конь · a2 белая пешка · b2 белая пешка · e2 белый слон · f2 белая пешка · g2 белая пешка · h2 белая пешка · a1 белая ладья · c1 белый слон · d1 белый ферзь · e1 белый король · h1 белая ладья | a8 чёрная ладья · b8 чёрный конь · c8 чёрный слон · d8 чёрный ферзь · f8 чёрная ладья · g8 чёрный король · a7 чёрная пешка · b7 чёрная пешка · c7 чёрная пешка · f7 чёрная пешка · g7 чёрный слон · h7 чёрная пешка · d6 чёрная пешка · f6 чёрный конь · g6 чёрная пешка · d5 белая пешка · e5 чёрная пешка · c4 белая пешка · e4 белая пешка · c3 белый конь · f3 белый конь · a2 белая пешка · b2 белая пешка · e2 белый слон · f2 белая пешка · g2 белая пешка · h2 белая пешка · a1 белая ладья · c1 белый слон · d1 белый ферзь · e1 белый король · h1 белая ладья | a8 чёрная ладья · b8 чёрный конь · c8 чёрный слон · d8 чёрный ферзь · f8 чёрная ладья · g8 чёрный король · a7 чёрная пешка · b7 чёрная пешка · c7 чёрная пешка · f7 чёрная пешка · g7 чёрный слон · h7 чёрная пешка · d6 чёрная пешка · f6 чёрный конь · g6 чёрная пешка · d5 белая пешка · e5 чёрная пешка · c4 белая пешка · e4 белая пешка · c3 белый конь · f3 белый конь · a2 белая пешка · b2 белая пешка · e2 белый слон · f2 белая пешка · g2 белая пешка · h2 белая пешка · a1 белая ладья · c1 белый слон · d1 белый ферзь · e1 белый король · h1 белая ладья | a8 чёрная ладья · b8 чёрный конь · c8 чёрный слон · d8 чёрный ферзь · f8 чёрная ладья · g8 чёрный король · a7 чёрная пешка · b7 чёрная пешка · c7 чёрная пешка · f7 чёрная пешка · g7 чёрный слон · h7 чёрная пешка · d6 чёрная пешка · f6 чёрный конь · g6 чёрная пешка · d5 белая пешка · e5 чёрная пешка · c4 белая пешка · e4 белая пешка · c3 белый конь · f3 белый конь · a2 белая пешка · b2 белая пешка · e2 белый слон · f2 белая пешка · g2 белая пешка · h2 белая пешка · a1 белая ладья · c1 белый слон · d1 белый ферзь · e1 белый король · h1 белая ладья | a8 чёрная ладья · b8 чёрный конь · c8 чёрный слон · d8 чёрный ферзь · f8 чёрная ладья · g8 чёрный король · a7 чёрная пешка · b7 чёрная пешка · c7 чёрная пешка · f7 чёрная пешка · g7 чёрный слон · h7 чёрная пешка · d6 чёрная пешка · f6 чёрный конь · g6 чёрная пешка · d5 белая пешка · e5 чёрная пешка · c4 белая пешка · e4 белая пешка · c3 белый конь · f3 белый конь · a2 белая пешка · b2 белая пешка · e2 белый слон · f2 белая пешка · g2 белая пешка · h2 белая пешка · a1 белая ладья · c1 белый слон · d1 белый ферзь · e1 белый король · h1 белая ладья | a8 чёрная ладья · b8 чёрный конь · c8 чёрный слон · d8 чёрный ферзь · f8 чёрная ладья · g8 чёрный король · a7 чёрная пешка · b7 чёрная пешка · c7 чёрная пешка · f7 чёрная пешка · g7 чёрный слон · h7 чёрная пешка · d6 чёрная пешка · f6 чёрный конь · g6 чёрная пешка · d5 белая пешка · e5 чёрная пешка · c4 белая пешка · e4 белая пешка · c3 белый конь · f3 белый конь · a2 белая пешка · b2 белая пешка · e2 белый слон · f2 белая пешка · g2 белая пешка · h2 белая пешка · a1 белая ладья · c1 белый слон · d1 белый ферзь · e1 белый король · h1 белая ладья | a8 чёрная ладья · b8 чёрный конь · c8 чёрный слон · d8 чёрный ферзь · f8 чёрная ладья · g8 чёрный король · a7 чёрная пешка · b7 чёрная пешка · c7 чёрная пешка · f7 чёрная пешка · g7 чёрный слон · h7 чёрная пешка · d6 чёрная пешка · f6 чёрный конь · g6 чёрная пешка · d5 белая пешка · e5 чёрная пешка · c4 белая пешка · e4 белая пешка · c3 белый конь · f3 белый конь · a2 белая пешка · b2 белая пешка · e2 белый слон · f2 белая пешка · g2 белая пешка · h2 белая пешка · a1 белая ладья · c1 белый слон · d1 белый ферзь · e1 белый король · h1 белая ладья | 2 |
| 1 | a8 чёрная ладья · b8 чёрный конь · c8 чёрный слон · d8 чёрный ферзь · f8 чёрная ладья · g8 чёрный король · a7 чёрная пешка · b7 чёрная пешка · c7 чёрная пешка · f7 чёрная пешка · g7 чёрный слон · h7 чёрная пешка · d6 чёрная пешка · f6 чёрный конь · g6 чёрная пешка · d5 белая пешка · e5 чёрная пешка · c4 белая пешка · e4 белая пешка · c3 белый конь · f3 белый конь · a2 белая пешка · b2 белая пешка · e2 белый слон · f2 белая пешка · g2 белая пешка · h2 белая пешка · a1 белая ладья · c1 белый слон · d1 белый ферзь · e1 белый король · h1 белая ладья | a8 чёрная ладья · b8 чёрный конь · c8 чёрный слон · d8 чёрный ферзь · f8 чёрная ладья · g8 чёрный король · a7 чёрная пешка · b7 чёрная пешка · c7 чёрная пешка · f7 чёрная пешка · g7 чёрный слон · h7 чёрная пешка · d6 чёрная пешка · f6 чёрный конь · g6 чёрная пешка · d5 белая пешка · e5 чёрная пешка · c4 белая пешка · e4 белая пешка · c3 белый конь · f3 белый конь · a2 белая пешка · b2 белая пешка · e2 белый слон · f2 белая пешка · g2 белая пешка · h2 белая пешка · a1 белая ладья · c1 белый слон · d1 белый ферзь · e1 белый король · h1 белая ладья | a8 чёрная ладья · b8 чёрный конь · c8 чёрный слон · d8 чёрный ферзь · f8 чёрная ладья · g8 чёрный король · a7 чёрная пешка · b7 чёрная пешка · c7 чёрная пешка · f7 чёрная пешка · g7 чёрный слон · h7 чёрная пешка · d6 чёрная пешка · f6 чёрный конь · g6 чёрная пешка · d5 белая пешка · e5 чёрная пешка · c4 белая пешка · e4 белая пешка · c3 белый конь · f3 белый конь · a2 белая пешка · b2 белая пешка · e2 белый слон · f2 белая пешка · g2 белая пешка · h2 белая пешка · a1 белая ладья · c1 белый слон · d1 белый ферзь · e1 белый король · h1 белая ладья | a8 чёрная ладья · b8 чёрный конь · c8 чёрный слон · d8 чёрный ферзь · f8 чёрная ладья · g8 чёрный король · a7 чёрная пешка · b7 чёрная пешка · c7 чёрная пешка · f7 чёрная пешка · g7 чёрный слон · h7 чёрная пешка · d6 чёрная пешка · f6 чёрный конь · g6 чёрная пешка · d5 белая пешка · e5 чёрная пешка · c4 белая пешка · e4 белая пешка · c3 белый конь · f3 белый конь · a2 белая пешка · b2 белая пешка · e2 белый слон · f2 белая пешка · g2 белая пешка · h2 белая пешка · a1 белая ладья · c1 белый слон · d1 белый ферзь · e1 белый король · h1 белая ладья | a8 чёрная ладья · b8 чёрный конь · c8 чёрный слон · d8 чёрный ферзь · f8 чёрная ладья · g8 чёрный король · a7 чёрная пешка · b7 чёрная пешка · c7 чёрная пешка · f7 чёрная пешка · g7 чёрный слон · h7 чёрная пешка · d6 чёрная пешка · f6 чёрный конь · g6 чёрная пешка · d5 белая пешка · e5 чёрная пешка · c4 белая пешка · e4 белая пешка · c3 белый конь · f3 белый конь · a2 белая пешка · b2 белая пешка · e2 белый слон · f2 белая пешка · g2 белая пешка · h2 белая пешка · a1 белая ладья · c1 белый слон · d1 белый ферзь · e1 белый король · h1 белая ладья | a8 чёрная ладья · b8 чёрный конь · c8 чёрный слон · d8 чёрный ферзь · f8 чёрная ладья · g8 чёрный король · a7 чёрная пешка · b7 чёрная пешка · c7 чёрная пешка · f7 чёрная пешка · g7 чёрный слон · h7 чёрная пешка · d6 чёрная пешка · f6 чёрный конь · g6 чёрная пешка · d5 белая пешка · e5 чёрная пешка · c4 белая пешка · e4 белая пешка · c3 белый конь · f3 белый конь · a2 белая пешка · b2 белая пешка · e2 белый слон · f2 белая пешка · g2 белая пешка · h2 белая пешка · a1 белая ладья · c1 белый слон · d1 белый ферзь · e1 белый король · h1 белая ладья | a8 чёрная ладья · b8 чёрный конь · c8 чёрный слон · d8 чёрный ферзь · f8 чёрная ладья · g8 чёрный король · a7 чёрная пешка · b7 чёрная пешка · c7 чёрная пешка · f7 чёрная пешка · g7 чёрный слон · h7 чёрная пешка · d6 чёрная пешка · f6 чёрный конь · g6 чёрная пешка · d5 белая пешка · e5 чёрная пешка · c4 белая пешка · e4 белая пешка · c3 белый конь · f3 белый конь · a2 белая пешка · b2 белая пешка · e2 белый слон · f2 белая пешка · g2 белая пешка · h2 белая пешка · a1 белая ладья · c1 белый слон · d1 белый ферзь · e1 белый король · h1 белая ладья | a8 чёрная ладья · b8 чёрный конь · c8 чёрный слон · d8 чёрный ферзь · f8 чёрная ладья · g8 чёрный король · a7 чёрная пешка · b7 чёрная пешка · c7 чёрная пешка · f7 чёрная пешка · g7 чёрный слон · h7 чёрная пешка · d6 чёрная пешка · f6 чёрный конь · g6 чёрная пешка · d5 белая пешка · e5 чёрная пешка · c4 белая пешка · e4 белая пешка · c3 белый конь · f3 белый конь · a2 белая пешка · b2 белая пешка · e2 белый слон · f2 белая пешка · g2 белая пешка · h2 белая пешка · a1 белая ладья · c1 белый слон · d1 белый ферзь · e1 белый король · h1 белая ладья | 1 |
|   | a | b | c | d | e | f | g | h |   |

Петросян был большим знатоком староиндийской защиты и часто играл по системе, которая позже была названа его именем: 1.d4 Кf6 2.c4 g6 3.Кc3 Сg7 4.e4 d6 5.Кf3 0-0 6.Сe2 e5 7.d5. В этом варианте белые запирают центр уже в начале игры. Одна из тактических идей для белых — играть Сg5, связав чёрного коня, за которым располагается ферзь. Чёрные могут ответить либо перемещением ферзя, либо играя h6, хотя такой ход ослабляет их пешечную структуру.
Шахматист яркого таланта, Петросян обладал оригинальностью и глубиной шахматного мышления, широкой эрудицией, сочетал своеобразные стратегические планы с филигранным техническим мастерством. Обладал оригинальным стилем игры, гармонично сочетающим атаку и защиту, стратегию и тактику, точный расчёт и тонкую интуицию. Петросян определял своё творческое кредо так: «Ограничение возможностей соперника, стратегия игры по всей доске, окружение и постепенное сжимание кольца вокруг неприятельского короля». Умея комбинировать, Петросян все же сдерживал свой дар, больше играя позиционно. Его искусство в позиционной и тактической игре, мастерство защиты по праву считаются классическими (В. Б. Крамник охарактеризовал Петросяна как первого защитника позиций с большой буквы). Так, верный своему обострённому «чувству опасности», Петросян на турнирах 1962 года не проиграл ни одной партии. «Петросяна трудно сбить с пути даже хорошими ходами… Меня всегда поражало его умение, добившись отличной позиции, все время находить манёвры, усиливающие её. Петросян хорошо умел видеть и устранять опасность за двадцать ходов до того, как она возникает!», — писал Р. Фишер. Больше всего в шахматах Петросян ценил логику: «Да, может быть, защищаться я люблю больше, чем атаковать, но кто доказал, что защита — менее опасное и рискованное занятие, чем атака!.. Я глубоко убеждён, что в шахматах, хотя они и остаются игрой, нет ничего случайного. И это моё кредо. Я люблю только такие партии, где я играл в соответствии с требованиями позиции… Я верю только в логичную, правильную игру». Считается, что Петросян лучше всех в мире использовал свои пешки в атаке и защите. Внёс ценный вклад в теорию дебютов (французская защита, защита Каро — Канн, ряд закрытых начал). Его имя носят вариант Петросяна в новоиндийской защите и система Петросяна в староиндийской защите.
Тиграна Петросяна называли также «Шахматным левшой», так как его необычная манера игры на протяжении десятилетий ставила в тупик самых искушённых соперников.
Петросян хотя бы один раз побеждал в партиях восемь других чемпионов мира — от Эйве до Каспарова.

## Спортивные результаты
| Год       | Город                    | Соревнование                                                                      | +  | − | =  | Результат | Место |
| --------- | ------------------------ | --------------------------------------------------------------------------------- | -- | - | -- | --------- | ----- |
| 1944      | Тбилиси                  | Турнир I категории                                                                | ?  | ? | ?  | ?         | 2     |
|           | Тбилиси                  | 5-й чемпионат Грузинской ССР                                                      | ?  | ? | ?  | ?         | 9—11  |
| 1945      | Тбилиси                  | Первенство Тбилиси                                                                | 6  | 1 | 4  | 8 из 11   | 2     |
|           | Ленинград                | IV первенство СССР среди юношей                                                   | 8  | 1 | 6  | 11 из 15  | 1—3   |
|           | Тбилиси                  | 6-й чемпионат Грузинской ССР                                                      | 10 | 2 | 3  | 11½ из 15 | 1     |
| 1946      | Тбилиси                  | 7-й чемпионат Грузинской ССР                                                      | 10 | 4 | 5  | 12½ из 19 | 5     |
|           | Ереван                   | 6-й чемпионат Армянской ССР                                                       | 8  | 0 | 2  | 9 из 10   | 1     |
|           | Ленинград                | V первенство СССР среди юношей                                                    | 13 | 0 | 2  | 14 из 15  | 1     |
|           | Ленинград                | Всесоюзный турнир кандидатов в мастера                                            | 3  | 5 | 7  | 6½ из 15  | 8—11  |
|           | Ереван                   | Матч за звание чемпиона Армении с Г. М. Каспаряном                                | 5  | 3 | 6  | 8 : 6     |       |
| 1947      | Ереван                   | 7-й чемпионат Армянской ССР                                                       | 7  | 1 | 3  | 8½ из 11  | 2—4   |
|           | Тбилиси                  | Всесоюзный турнир кандидатов в мастера                                            | 8  | 0 | 7  | 11½ из 15 | 1     |
|           | Рига                     | Первенство ЦС ДСО «Спартак»                                                       | 6  | 4 | 9  | 10½ из 19 | 10    |
|           | Москва                   | Полуфинал 16-го чемпионата СССР                                                   | 6  | 4 | 5  | 8½ из 15  | 5     |
| 1948      | Ереван                   | 8-й чемпионат Армянской ССР                                                       | 12 | 0 | 1  | 12½ из 13 | 1—2   |
|           | Тбилиси                  | Полуфинал I командного первенства СССР (сборная Армянской ССР, 2-я доска)         | ?  | ? | ?  | ?         |       |
|           | Тбилиси                  | Турнир шахматистов Закавказских республик                                         | 6  | 0 | 6  | 9 из 12   | 2     |
| 1949      | Ереван                   | 9-й чемпионат Армянской ССР                                                       | 12 | 2 | 1  | 12½ из 15 | 2     |
|           | Тбилиси                  | Полуфинал 17-го чемпионата СССР                                                   | 7  | 1 | 8  | 11 из 16  | 2     |
|           | Москва                   | 17-й чемпионат СССР                                                               | 4  | 8 | 7  | 7½ из 19  | 16    |
|           | Ташкент                  | Турнир, посвященный 25-летию Узбекской ССР                                        | 11 | 1 | 3  | 12½ из 15 | 1—2   |
| 1950      | Москва                   | Чемпионат Москвы                                                                  | 4  | 1 | 10 | 9 из 15   | 3     |
|           | Горький                  | Полуфинал 18-го чемпионата СССР                                                   | 8  | 3 | 4  | 10 из 15  | 2—3   |
|           | Москва                   | 18-й чемпионат СССР                                                               | 5  | 6 | 6  | 8 из 17   | 12—13 |
| 1951      | Вильнюс                  | Чемпионат Литовской ССР (вне конкурса)                                            | 8  | 3 | 3  | 9¼ из 14  | 2—4   |
|           | Ташкент                  | Матч с М. Мухитдиновым (квалификационный, на звание мастера)                      | 7  | 0 | 7  | 10½ : 3½  |       |
|           | Свердловск               | Полуфинал 19-го чемпионата СССР                                                   | 9  | 1 | 9  | 13½ из 19 | 1     |
|           | Тбилиси                  | II командное первенство СССР (сборная Москвы, 3-я доска)                          | 2  | 2 | 1  | 2½ из 5   |       |
|           | Москва                   | Чемпионат Москвы                                                                  | 7  | 0 | 5  | 9½ из 12  | 1     |
|           | Тбилиси                  | Турнир с участием мастеров                                                        | 7  | 3 | 5  | 9½ из 15  | 2—3   |
|           | Москва                   | 19-й чемпионат СССР                                                               | 8  | 2 | 7  | 11½ из 17 | 2—3   |
| 1952      | Будапешт                 | Международный турнир мемориал Г. Мароци                                           | 6  | 4 | 7  | 9½ из 17  | 7—8   |
|           | Гагра                    | Тренировочный матч-турнир                                                         | 2  | 3 | 2  | 3 из 7    | 7—8   |
|           | Сальтшёбаден — Стокгольм | Межзональный турнир                                                               | 7  | 0 | 13 | 13½ из 20 | 2—3   |
| 1953      | Бухарест                 | Международный турнир                                                              | 7  | 0 | 12 | 13 из 19  | 2     |
|           | Гагра                    | Тренировочный турнир гроссмейстеров                                               | 4  | 1 | 4  | 6 из 9    | 3     |
|           | Цюрих                    | Турнир претендентов                                                               | 6  | 4 | 18 | 15 из 28  | 5     |
|           | Вена                     | Матч Австрия — СССР (1-я доска, против Й. Локвенца)                               | 2  | 0 | 0  | 2 из 2    |       |
| 1954      | Киев                     | 21-й чемпионат СССР                                                               | 6  | 0 | 13 | 12½ из 19 | 4—5   |
|           | Буэнос-Айрес             | Матч Аргентина — СССР (6-я доска, против Г. Пильника)                             | 1  | 0 | 3  | 2½ из 4   |       |
|           | Монтевидео               | Матч СССР — Уругвай (5-я доска, против Х. Корраля и А. Оливеры)                   | 2  | 0 | 0  | 2 из 2    |       |
|           | Париж                    | Матч Франция — СССР (6-я доска, против Р. Белькади)                               | 2  | 0 | 0  | 2 из 2    |       |
|           | Нью-Йорк                 | Матч США — СССР (7-я доска, против А. Бисгайера)                                  | 2  | 0 | 2  | 3 из 4    |       |
|           | Лондон                   | Матч Англия — СССР (6-я доска, против Ф. Милнера-Берри)                           | 2  | 0 | 0  | 2 из 2    |       |
|           | Стокгольм                | Матч Швеция — СССР (6-я доска, против Р. Годе)                                    | 1  | 0 | 1  | 1½ из 2   |       |
|           | Москва                   | Матч Москва — Украинская ССР (3-я доска, против И. О. Липницкого)                 | 1  | 0 | 0  | 1 из 1    |       |
|           | Рига                     | II Командный Кубок СССР («Спартак», 1-я доска)                                    | 5  | 1 | 4  | 7 из 10   | 1     |
|           | Белград                  | Международный турнир (турнир 10-летия освобождения Югославии)                     | 7  | 3 | 9  | 11½ из 19 | 4—5   |
| 1955      | Москва                   | 22-й чемпионат СССР                                                               | 4  | 0 | 15 | 11½ из 19 | 3—6   |
|           | Будапешт                 | Матч-турнир Венгрия — СССР (схевенингенская система)                              | 4  | 0 | 3  | 5½ из 7   | 1     |
|           | Москва                   | Матч СССР — США (6-я доска, против И. Горовица и М. Павея)                        | 4  | 0 | 0  | 4 из 4    |       |
|           | Гётеборг                 | Межзональный турнир                                                               | 5  | 0 | 15 | 12½ из 20 | 4     |
| 1956      | Амстердам                | Турнир претендентов                                                               | 3  | 2 | 13 | 9½ из 18  | 3—7   |
|           | Белград                  | Матч Югославия — СССР (схевенингенская система)                                   | 1  | 1 | 6  | 4 из 8    | 9—10  |
|           | Москва                   | Чемпионат Москвы                                                                  | 6  | 1 | 8  | 10 из 15  | 1—2   |
|           | Москва                   | Матч за звание чемпиона Москвы с В. П. Симагиным                                  | 3  | 1 | 1  | 3½ : 2½   |       |
|           | Тбилиси                  | Полуфинал 24-го чемпионата СССР                                                   | 8  | 0 | 9  | 12½ из 17 | 1     |
| 1957      | Москва                   | 24-й чемпионат СССР                                                               | 7  | 4 | 10 | 12 из 21  | 7—8   |
|           | Ленинград                | Матч-турнир СССР — Югославия (схевенингенская система)                            | 3  | 1 | 4  | 5 из 8    | 6     |
|           | Вена                     | I командное первенство Европы (сборная СССР, 6-я доска)                           | 3  | 0 | 2  | 4 из 5    | 1     |
|           | Киев                     | Полуфинал 25-го чемпионата СССР                                                   | 7  | 1 | 11 | 12½ из 19 | 1     |
| 1958      | Рига                     | 25-й чемпионат СССР                                                               | 5  | 0 | 12 | 11 из 17  | 2     |
|           | Вильнюс                  | V командное первенство СССР (сборная Москвы, 2-я доска)                           | 4  | 1 | 2  | 5 из 7    | 2     |
|           | Порторож                 | Межзональный турнир                                                               | 6  | 1 | 13 | 12½ из 20 | 3—4   |
|           | Мюнхен                   | XIII Олимпиада (сборная СССР, 2-й запасной)                                       | 8  | 0 | 5  | 10½ из 13 | 1     |
| 1959      | Тбилиси                  | 26-й чемпионат СССР                                                               | 8  | 0 | 11 | 13½ из 19 | 1     |
|           | Ленинград                | Матч Ленинград — Москва (2-я доска, против М. Е. Тайманова)                       | 1  | 1 | 0  | 1 из 2    |       |
|           | Москва                   | Матч Москва — Белорусская ССР (2-я доска, против А. С. Суэтина)                   | 0  | 0 | 2  | 1 из 2    |       |
|           | Киев                     | Матч СССР — Югославия (2-я доска, против А. Матановича)                           | 2  | 0 | 2  | 3 из 4    |       |
|           | Москва                   | II Спартакиада народов СССР (сборная Москвы, 3-я доска)                           | 3  | 0 | 4  | 5 из 7    | 1     |
|           | Блед — Загреб — Белград  | Турнир претендентов                                                               | 7  | 4 | 17 | 15½ из 28 | 3     |
| 1960      | Бевервейк                | Международный турнир                                                              | 4  | 0 | 5  | 6½ из 9   | 1—2   |
|           | Ленинград                | 27-й чемпионат СССР                                                               | 10 | 2 | 7  | 13½ из 19 | 2—3   |
|           | Тунис                    | Матч Тунис — СССР (2-я доска)                                                     | 2  | 0 | 0  | 2 из 2    |       |
|           | Тунис                    | Матч Италия — СССР (2-я доска)                                                    | 1  | 0 | 0  | 1 из 1    |       |
|           | Гамбург                  | Матч ФРГ — СССР (схевенингенская система)                                         | 6  | 0 | 1  | 6½ из 7   | 2—3   |
|           | Копенгаген               | Турнир памяти А. И. Нимцовича                                                     | 10 | 0 | 3  | 11½ из 13 | 1     |
|           | Москва                   | VII командное первенство СССР (сборная Москвы, 2-я доска)                         | 4  | 1 | 0  | 4 из 5    | 2—4   |
|           | Лейпциг                  | XIV Олимпиада (второй запасной)                                                   | 11 | 0 | 2  | 12 из 13  | 1     |
|           | Ленинград                | Матч Ленинград — Москва (3-я доска, против И. З. Бондаревского)                   | 1  | 0 | 1  | 1½ из 2   |       |
| 1961      | Москва                   | 28-й чемпионат СССР                                                               | 9  | 1 | 9  | 13½ из 19 | 1     |
|           | Москва                   | Командное первенство Москвы                                                       | 2  | 0 | 2  | 3 из 4    |       |
|           | Белград                  | Матч Югославия — СССР (схевенингенская система)                                   | 3  | 0 | 2  | 4 из 5    | 1     |
|           | Цюрих                    | Международный турнир                                                              | 7  | 1 | 3  | 8½ из 11  | 2     |
|           | Оберхаузен               | II командное первенство Европы (сборная СССР, 4-я доска)                          | 4  | 0 | 4  | 6 из 8    | 1     |
|           | Блед                     | Международный турнир                                                              | 8  | 2 | 9  | 12½ из 19 | 3—5   |
|           | Москва                   | III Командный Кубок СССР («Спартак», 1-я доска)                                   | 1  | 3 | 1  | 2½ из 5   | 6     |
| 1962      | Стокгольм                | Межзональный турнир                                                               | 8  | 0 | 14 | 15 из 22  | 2—3   |
|           | Кюрасао                  | Турнир претендентов                                                               | 8  | 0 | 19 | 17½ из 27 | 1     |
|           | Гаага                    | Матч Нидерланды — СССР (1-я доска, против И. Доннера)                             | 1  | 0 | 1  | 1½ из 2   |       |
|           | Варна                    | XV Олимпиада (сборная СССР, 2-я доска)                                            | 8  | 0 | 4  | 10 из 12  | 1     |
| 1963      | Москва                   | Матч на первенство мира с М. М. Ботвинником                                       | 5  | 2 | 15 | 12½ : 9½  |       |
|           | Лос-Анджелес             | Международный турнир («Кубок Пятигорского»)                                       | 4  | 1 | 9  | 8½ из 14  | 1—2   |
|           | Москва                   | III Спартакиада народов СССР (сборная Москвы, 1-я доска)                          | 4  | 2 | 3  | 5½ из 9   | 5—6   |
| 1964      | Буэнос-Айрес             | Международный турнир                                                              | 8  | 0 | 9  | 12½ из 17 | 1—2   |
|           | Москва                   | IV Командный Кубок СССР («Спартак», 1-я доска)                                    | 2  | 1 | 3  | 3½ из 6   | 3—4   |
|           | Тель-Авив                | XVI Олимпиада (сборная СССР, 1-я доска)                                           | 6  | 0 | 7  | 9½ из 13  | 5     |
|           | Москва                   | Первенство ВЦСПС                                                                  | 7  | 1 | 7  | 10½ из 15 | 1     |
| 1965      | Загреб                   | Международный турнир                                                              | 7  | 1 | 11 | 12½ из 19 | 3     |
|           | Гамбург                  | III командное первенство Европы (сборная СССР, 1-я доска)                         | 2  | 0 | 8  | 6 из 10   | 1     |
|           | Ереван                   | Международный турнир ЦШК СССР                                                     | 4  | 0 | 9  | 9 из 14   | 2—3   |
|           | Москва                   | Матч Москва — Ленинград (1-я доска, против В. Л. Корчного)                        | 0  | 2 | 0  | 0 из 2    |       |
| 1966      | Москва                   | Тренировочный турнир гроссмейстеров                                               | 7  | 1 | 2  | 8 из 10   | 1     |
|           | Москва                   | Командное первенство Москвы                                                       | 1  | 0 | 2  | 2 из 3    |       |
|           | Москва                   | Матч на первенство мира с Б. В. Спасским                                          | 4  | 3 | 17 | 12½ : 11½ |       |
|           | Санта-Моника             | Международный турнир («Кубок Пятигорского»)                                       | 3  | 3 | 12 | 9 из 18   | 6—7   |
|           | Москва                   | V Командный Кубок СССР («Спартак», 1-я доска)                                     | 2  | 0 | 8  | 6 из 10   | 3—4   |
|           | Гавана                   | XVII Олимпиада (сборная СССР, 1-я доска)                                          | 10 | 0 | 3  | 11½ из 13 | 1     |
| 1967      | Москва                   | Спартакиада Москвы                                                                | 3  | 1 | 3  | 4½ из 7   |       |
|           | Москва                   | IV Спартакиада народов СССР (на 1-й доске Москвы)                                 | 3  | 2 | 3  | 4½ из 8   | 4—5   |
|           | Москва                   | Международный турнир (в честь 50-летия Октября)                                   | 3  | 3 | 11 | 8½ из 17  | 9—12  |
|           | Венеция                  | Международный турнир                                                              | 7  | 0 | 6  | 10 из 13  | 2—3   |
| 1968      | Бамберг                  | Международный турнир                                                              | 5  | 0 | 10 | 10 из 15  | 2—3   |
|           | Москва                   | Чемпионат Москвы                                                                  | 6  | 0 | 9  | 10½ из 15 | 1—2   |
|           | Лугано                   | XVIII Олимпиада (сборная СССР, 1-я доска)                                         | 9  | 0 | 3  | 10½ из 12 | 1     |
|           | Пальма-де-Мальорка       | Международный турнир                                                              | 7  | 1 | 9  | 11½ из 17 | 4     |
| 1969      | Москва                   | Матч на первенство мира с Б. В. Спасским                                          | 4  | 6 | 13 | 10½ : 12½ |       |
|           | Скопье                   | Матч Югославия — СССР (2-я доска, против А. Матановича)                           | 1  | 1 | 1  | 1½ из 3   |       |
|           | Москва                   | 37-й чемпионат СССР                                                               | 6  | 0 | 16 | 14 из 22  | 1—2   |
|           | Пальма-де-Мальорка       | Международный турнир                                                              | 6  | 0 | 11 | 11½ из 17 | 2     |
| 1970      | Москва                   | Матч за звание чемпиона СССР с Л. А. Полугаевским                                 | 2  | 0 | 3  | 3½ : 2½   |       |
|           | Ровинь — Загреб          | Международный турнир                                                              | 5  | 1 | 11 | 10½ из 17 | 6     |
|           | Белград                  | «Матч века» (сборная СССР — сборная остального мира; 2-я доска, против Р. Фишера) | 0  | 2 | 2  | 1 из 4    |       |
|           | Капфенберг               | IV командное первенство Европы (сборная СССР, 1-я доска)                          | 1  | 0 | 5  | 3½ из 6   | 2     |
|           | Зиген                    | XIX Олимпиада (сборная СССР, 2-я доска)                                           | 6  | 0 | 8  | 10 из 14  | 6     |
|           | Винковци                 | Международный турнир                                                              | 4  | 1 | 10 | 9 из 15   | 6—9   |
| 1971      | Вейк-ан-Зее              | Международный турнир                                                              | 4  | 0 | 11 | 9½ из 15  | 2—5   |
|           | Севилья                  | Четвертьфинальный матч претендентов с Р. Хюбнером                                 | 1  | 0 | 6  | 4 : 3     |       |
|           | Москва                   | Полуфинальный матч претендентов с В. Л. Корчным                                   | 1  | 0 | 9  | 5½ : 4½   |       |
|           | Буэнос-Айрес             | Финальный матч претендентов с Р. Фишером                                          | 1  | 5 | 3  | 2½ : 6½   |       |
|           | Москва                   | Мемориал А. А. Алехина                                                            | 4  | 1 | 12 | 10 из 17  | 4—5   |
| 1972      | Москва                   | V Спартакиада народов СССР (сборная Москвы, 1-я доска)                            | 2  | 0 | 5  | 4½ из 7   | 3     |
|           | Сараево                  | Международный турнир                                                              | 6  | 0 | 9  | 10½ из 15 | 2     |
|           | Охрид                    | Матч Югославия — СССР (1-я доска, против Б. Ивкова — 1:1 и А. Планинца — 2:0)     | 2  | 0 | 2  | 3 из 4    |       |
|           | Скопье                   | ХХ Олимпиада (сборная СССР, 1-я доска)                                            | 6  | 1 | 9  | 10½ из 16 | 8     |
|           | Сан-Антонио              | Международный турнир                                                              | 6  | 0 | 9  | 10½ из 15 | 1—3   |
| 1973      | Лас-Пальмас              | Международный турнир                                                              | 4  | 0 | 11 | 9½ из 15  | 1—2   |
|           | Москва                   | Матч-турнир сборных СССР (первая сборная СССР, 2-я доска)                         | 1  | 0 | 3  | 2½ из 4   | 1     |
|           | Бат                      | V командное первенство Европы (сборная СССР, 2-я доска)                           | 2  | 0 | 5  | 4½ из 7   | 1—2   |
|           | Амстердам                | Международный турнир                                                              | 6  | 1 | 8  | 10 из 15  | 1—2   |
|           | Москва                   | 41-й чемпионат СССР (высшая лига)                                                 | 4  | 0 | 13 | 10½ из 17 | 2—6   |
|           | Тбилиси                  | Матч Югославия — СССР (1-я доска, против С. Глигорича)                            | 1  | 1 | 2  | 2 из 4    |       |
| 1974      | Пальма-де-Мальорка       | Четвертьфинальный матч претендентов с Л. Портишем                                 | 3  | 2 | 8  | 7 : 6     |       |
|           | Одесса                   | Полуфинальный матч претендентов с В. Л. Корчным                                   | 1  | 3 | 1  | 1½ : 3½   |       |
|           | Ницца                    | XXI Олимпиада (сборная СССР, 4-я доска)                                           | 12 | 0 | 3  | 13½ из 15 | 1     |
|           | Москва                   | VIII Командный Кубок СССР («Спартак», 1-я доска)                                  | 2  | 1 | 6  | 4 из 9    | 4—5   |
|           | Манила                   | Международный турнир                                                              | 5  | 0 | 9  | 9½ из 14  | 2     |
| 1975      | Лас-Пальмас              | Международный турнир                                                              | 4  | 0 | 10 | 9 из 14   | 7     |
|           | Рига                     | VI Спартакиада народов СССР (сборная Москвы, 1-я доска)                           | 2  | 2 | 4  | 4 из 8    | 5—6   |
|           | Милан                    | Международный турнир                                                              |    |   |    |           |       |
|           |                          | круговой турнир                                                                   | 2  | 0 | 9  | 6½ из 11  |       |
|           |                          | полуфинальный матч с А. Е. Карповым                                               | 0  | 0 | 4  | 2 из 4    | 3     |
|           |                          | матч за 3—4-е места с Л. Любоевичем                                               | 1  | 1 | 4  | 3 из 6    | 3—4   |
|           | Москва                   | Мемориал А. А. Алехина                                                            | 4  | 1 | 10 | 9 из 15   | 6—7   |
|           | Ереван                   | 43-й чемпионат СССР (высшая лига)                                                 | 6  | 1 | 8  | 10 из 15  | 1     |
| 1976      | Лон-Пайн                 | Международный турнир                                                              | 4  | 0 | 3  | 5½ из 7   | 1     |
|           | Тбилиси                  | IX командный Кубок СССР (высшая лига, «Спартак», 1-я доска)                       | 1  | 0 | 6  | 4 из 7    | 2—4   |
|           | Биль                     | Межзональный турнир                                                               | 6  | 1 | 12 | 12 из 19  | 2—4   |
|           | Варесе                   | Дополнительный матч-турнир                                                        | 1  | 0 | 7  | 4½ из 8   | 1     |
|           | Москва                   | 44-й чемпионат СССР (высшая лига)                                                 | 6  | 2 | 9  | 10½ из 17 | 3—4   |
| 1977      | Чокко                    | Четвертьфинальный матч претендентов с В. Л. Корчным                               | 1  | 2 | 9  | 5½ : 6½   |       |
|           | Москва                   | VI командное первенство Европы (сборная СССР, 2-я доска)                          | 1  | 0 | 5  | 3½ из 6   | 2     |
|           | Сочи                     | Мемориал М. И. Чигорина                                                           | 3  | 0 | 12 | 9 из 15   | 5—9   |
|           | Ленинград                | 45-й чемпионат СССР (высшая лига)                                                 | 4  | 1 | 10 | 9 из 15   | 3—4   |
| 1977 / 78 | Гастингс                 | Международный турнир                                                              | 5  | 0 | 9  | 9½ из 14  | 2—3   |
| 1978      | Лон-Пайн                 | Международный турнир                                                              | 3  | 0 | 6  | 6 из 9    | 6—10  |
|           | Орджоникидзе             | X командный Кубок СССР (высшая лига, «Спартак», 1-я доска)                        | 2  | 1 | 4  | 4 из 7    | 2     |
|           | Вильнюс                  | Международный турнир                                                              | 6  | 1 | 8  | 10 из 15  | 2     |
|           | Москва                   | Матч-турнир трёх столиц (Москва — Белград — Прага; 1-я доска)                     | 1  | 0 | 1  | 1½ из 2   | 1     |
|           | Буэнос-Айрес             | XXIII Олимпиада (сборная СССР, 2-я доска)                                         | 3  | 0 | 6  | 6 из 9    | 7     |
| 1979      | Таллин                   | Мемориал П. П. Кереса                                                             | 8  | 0 | 8  | 12 из 16  | 1     |
|           | Теслич                   | Матч СССР — Югославия (2-я доска, против Б. Ивкова)                               | 1  | 0 | 3  | 2½ из 4   |       |
|           | Москва                   | VII Спартакиада народов СССР (сборная Москвы, 1-я доска)                          | 2  | 1 | 5  | 4½ из 8   | 2—4   |
|           | Рио-де-Жанейро           | Межзональный турнир                                                               | 6  | 0 | 11 | 11½ из 17 | 1—3   |
|           | Буэнос-Айрес             | Международный турнир                                                              | 2  | 3 | 8  | 6 из 13   | 9—10  |
|           | Баня-Лука                | Международный турнир                                                              | 3  | 0 | 12 | 9 из 15   | 4     |
| 1980      | Скара                    | VII командное первенство Европы (сборная СССР, 3-я доска)                         | 0  | 0 | 5  | 2½ из 5   | 6     |
|           | Фельден                  | Четвертьфинальный матч претендентов с В. Л. Корчным                               | 0  | 2 | 7  | 3½ : 5½   |       |
|           | Ростов-на-Дону           | XI командный Кубок СССР (высшая лига, «Спартак», 1-я доска)                       | 0  | 0 | 7  | 3½ из 7   | 4—5   |
|           | Лас-Пальмас              | Международный турнир                                                              | 6  | 0 | 5  | 8½ из 11  | 1—3   |
|           | Врбас                    | Международный турнир                                                              | 2  | 0 | 9  | 6½ из 11  | 2—4   |
|           | Бар                      | Международный турнир                                                              | 7  | 0 | 6  | 10 из 13  | 1     |
| 1981      | Москва                   | Матч-турнир четырёх сборных команд СССР (первая сборная СССР, 4-я доска)          | 1  | 1 | 4  | 3 из 6    | 2—3   |
|           | Москва                   | XXII международный турнир ЦШК СССР                                                | 1  | 2 | 10 | 6 из 13   | 9—10  |
|           | Москва                   | XV командное первенство СССР (сборная Москвы, 1-я доска)                          | 2  | 1 | 6  | 5 из 9    | 3—4   |
|           | Оберварт                 | Международный турнир                                                              | 6  | 0 | 3  | 7½ из 9   | 2—6   |
|           | Вршац                    | VII мемориал Б. Костича                                                           | 6  | 1 | 8  | 10 из 15  | 3     |
|           | Тилбург                  | Международный турнир                                                              | 3  | 0 | 8  | 7 из 11   | 2     |
| 1982      | Лас-Пальмас              | Межзональный турнир                                                               | 3  | 1 | 9  | 7½ из 13  | 4—5   |
|           | Кисловодск               | XII командный Кубок СССР («Спартак», 1-я доска)                                   | 2  | 1 | 4  | 4 из 7    | 3     |
|           | Бугойно                  | Международный турнир                                                              | 2  | 1 | 10 | 7 из 13   | 6—8   |
|           | Тилбург                  | Международный турнир                                                              | 3  | 2 | 6  | 6 из 11   | 5—6   |
| 1983      | Таллин                   | Мемориал П. П. Кереса                                                             | 3  | 0 | 12 | 9 из 15   | 3—5   |
|           | Москва                   | 50-й чемпионат СССР (высшая лига)                                                 | 2  | 2 | 11 | 7½ из 15  | 6—9   |
|           | Москва                   | VIII Спартакиада народов СССР (сборная Москвы, 2-я доска)                         | 2  | 0 | 7  | 5½ из 9   | 3     |
|           | Пловдив                  | Командное первенство Европы (сборная СССР, 3-я доска)                             | 2  | 0 | 3  | 3½ из 5   | 2     |
|           | Никшич                   | Международный турнир                                                              | 1  | 3 | 10 | 6 из 14   | 11—12 |

## Матчи на первенство мира
Первый матч на первенство мира Петросян сыграл в 1963 году с Михаилом Ботвинником. Матч прошёл в Москве с 23 марта по 20 мая 1963 года. Победил в поединке Петросян, став 9-м чемпионом мира в 34 года, прервав 15-летнее владение шахматной короной Ботвинником, — 5:2 при 15 ничьих. Вскоре матчи — реванши отменил конгресс ФИДЕ. В 1965 году Ботвинник решил не участвовать в матчах претендентов. С 1963 по 1969 год Петросян 2 раза сыграл матчи на первенство мира с Борисом Спасским. В 1966 году Петросян одержал победу, спустя 3 года потерпел поражение. Новым чемпионом мира стал Спасский.  
Матчи Тиграна Петросяна:
- 1963 — Тигран Петросян : Михаил Ботвинник +5 −2 =15.
- 1966 — Тигран Петросян : Борис Спасский +4 −3 =17.
- 1969 — Тигран Петросян : Борис Спасский +4 −6 =13.

## Изменения рейтинга
| График не отображается по техническим причинам. Чтобы исправить это, воспроизведите график в новом формате, если это возможно. |

## Личная жизнь
- Жена — Рона Яковлевна Петросян (урождённая Авинезер; 1925, Киев — 2003, Москва), переводчица с английского языка[26][27][28].
  - Сыновья — Вартан (окончил РЭА им. Г.В. Плеханова) и Михаил (приёмный)[29][30].

В 1960—1980-е годы Тигран Петросян жил сначала в Замоскворечье, на Пятницкой улице, дом 59, затем на Кутузовском проспекте, в доме 2/1, более известном как гостиница «Украина».
Основные хобби: нарды, футбол, настольный теннис, преферанс, классическая музыка, садоводство («если бы мне платили такую же зарплату, то я бы бросил шахматы и стал садовником»). Любимые блюда — шашлыки, армянский сыр, лобио, сациви.

## Награды
- Орден Дружбы народов (1981)
- Орден «Знак Почёта» (30.03.1965)
- Медаль «За трудовую доблесть» (27.04.1957) — «за успехи, достигнутые в деле развития массового физкультурного движения в стране, повышения мастерства советских спортсменов, и успешное выступление на международных соревнованиях»
- Почётный гражданин Гюмри (1966)

## Память

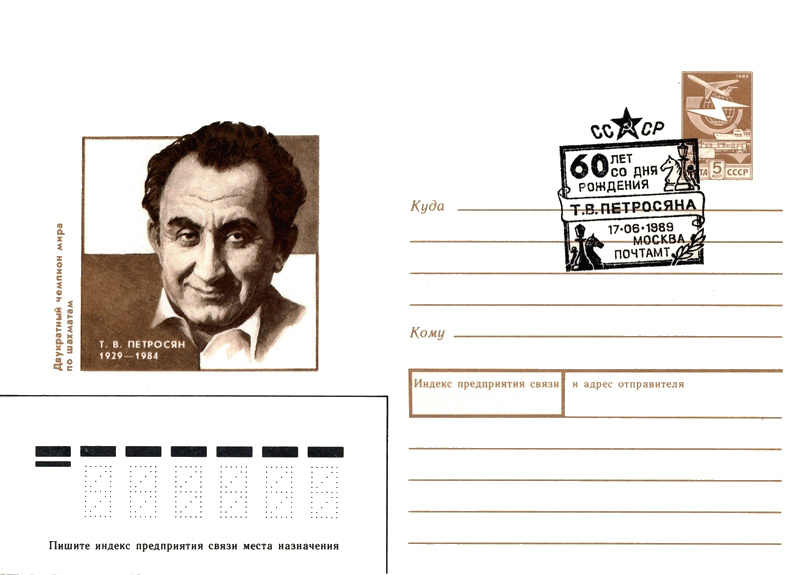
Почтовый конверт с портретом Петросяна, 1989 года

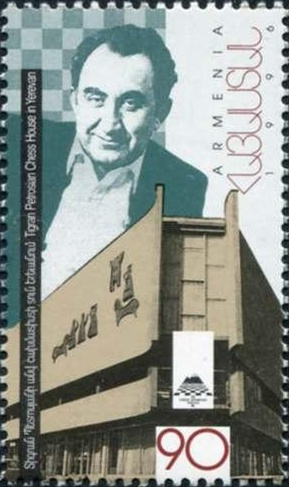
Дом шахмат имени Петросяна в Ереване

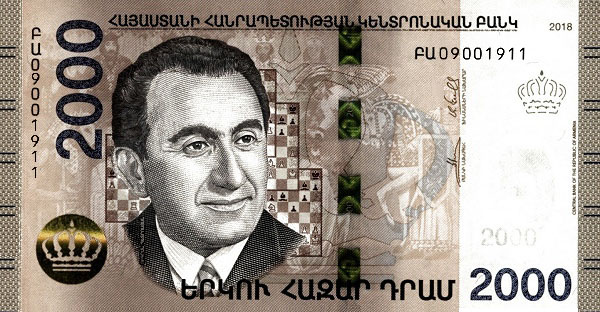
Портрет Петросяна на банкноте номиналом 2000 армянских драмов. Профессиональная деятельность Петросяна подчёркнута цветопеременной голограммой с шахматной короной

- Именем Петросяна названы Центральный дом шахматиста Армении и улица в Ереване, шахматный клуб профсоюзов (Рахмановский пер.) и заочная школа юных шахматистов профсоюзов в Москве[31][32].
- В Тбилиси, на доме (Дом офицеров), где жил Петросян с 1929 по 1946 год, установлена мемориальная доска[33][34]
- С 1984 проводятся турниры памяти Петросяна, с 1987 — Всесоюзные командные юношеские турниры памяти Петросяна в Москве.
- В 1987 учреждена медаль памяти Петросяна[35].
- 2004 год был объявлен ФИДЕ годом памяти Тиграна Петросяна. Учреждена медаль «Тигран Петросян» ФИДЕ — награда тренерам за особые достижения в течение последних лет.
- В честь Петросяна были выпущены почтовые марки Армении и Арцаха.
- Изображение Петросяна помещено на банкноту номиналом в 2000 армянских драмов 2018 года.

## Книги

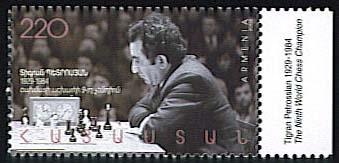
Тигран Петросян на марке Армении

- Петросян Т. В. Шахматы и философия. — Ереван, 1968.
- Шахматные лекции Петросяна / сост. Э. Шехтман. — М.: Физкультура и спорт, 1989. — 173, [2] с. — (Библиотечка шахматиста). — ISBN 5-278-00166-6.
- Стратегия надежности. — М.: Физкультура и спорт, 1985. — 400 с. — (Выдающиеся шахматисты мира).
- Мои лучшие партии / ред. О. Стецко. — М.: Русский шахматный дом, 2015. — 496 с. — (Великие шахматисты мира). — ISBN 978-5-94693-441-1.
- Шахматная школа Тиграна Петросяна / ред. А. Калинин. — М.: Русский шахматный дом, 2018. — 112 с. — (Библиотечка шахматиста). — ISBN 978-5-94693-685-9.